# Karoo-Ferrar-Magmaprovinzen
Die Karoo-Ferrar-Magmaprovinzen sind zwei große, weitgehend geographisch getrennte kontinentale magmatische Großprovinzen, die jedoch zeitlich und geodynamisch in engem Zusammenhang stehen. Es wird vermutet, dass die Ursache mit großvolumigen Mantelkonvektionen und/oder dem Aufsteigen eines Mantelplumes während der seinerzeit herrschenden instabilen plattentektonischen Verhältnisse und Grabenbruchbildungen zusammenhängt. Die Karoo-Magmaprovinz entstand im Süden Proto-Afrikas, während sich die Ferrar-Magmaprovinz hauptsächlich im Westen Proto-Ostantarktikas entwickelte.
Die ausgetretenen Magmen bedeckten in einem Zeitraum von 204 bis 175 mya (Millionen Jahren) eine Fläche von ca. 3 Millionen Quadratkilometer. Das aufgestiegene Magmavolumen betrug geschätzt ca. 2,5 Millionen Kubikkilometer.
Als Folge der großen Magmafreisetzungen traten nachhaltige Schädigungen der Ökologie auf, die mit zum großen Massenaussterben an der Trias-Jura-Grenze führten.

## Magmaquellen

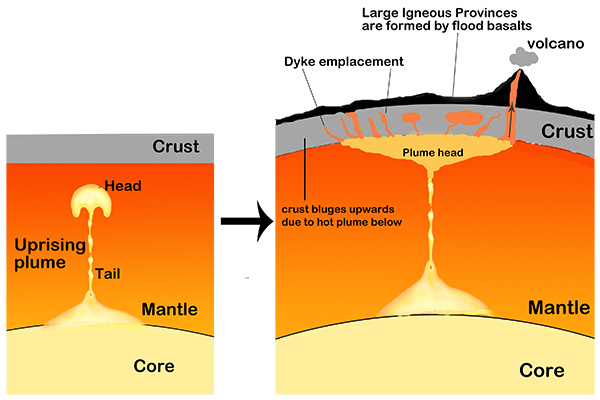
Prinzipdarstellung der Entwicklung von Magmatischen Großprovinzen aus Mantelplumes

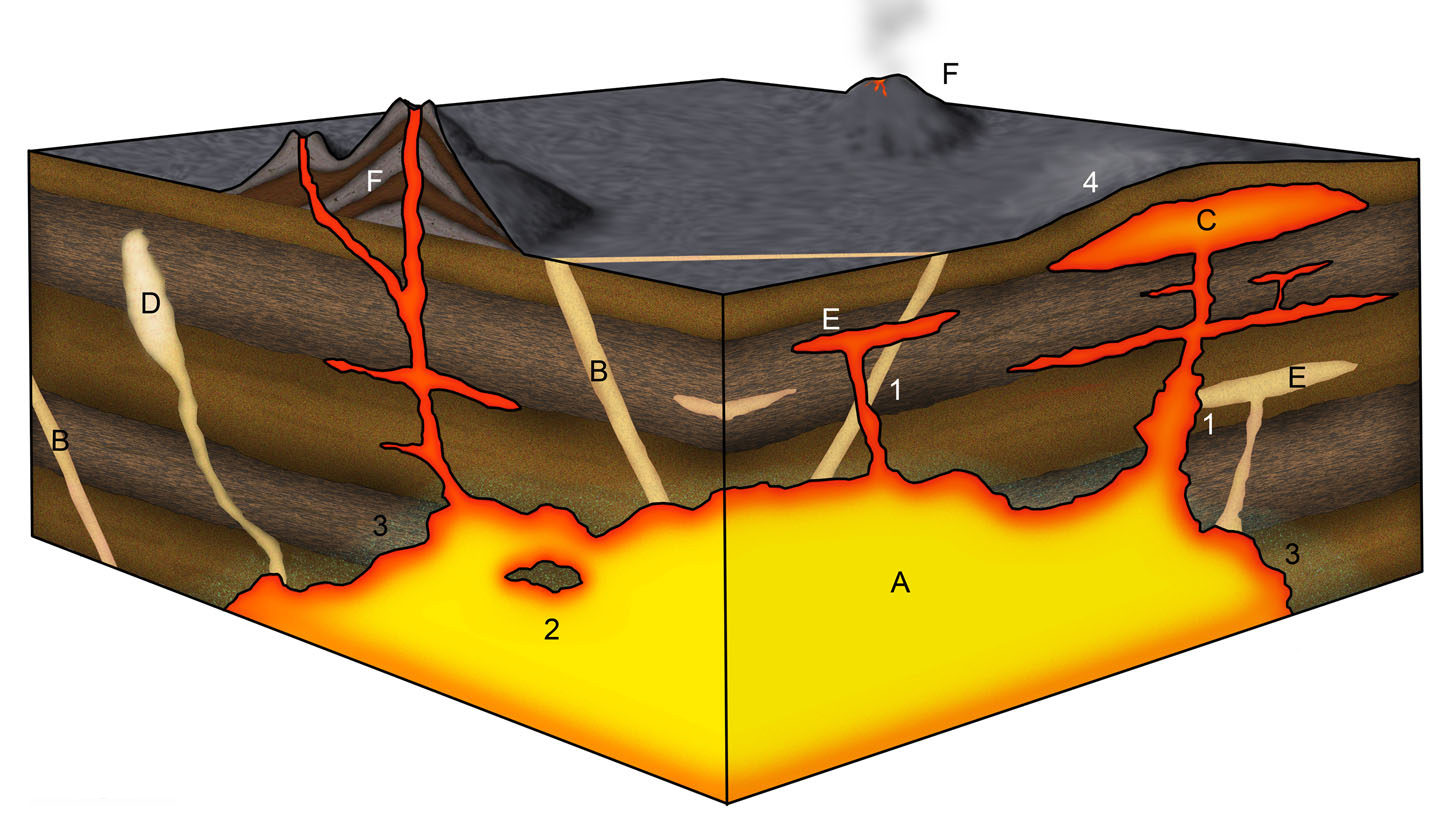
Prinzipdarstellung plutonischer, subvulkanischer und vulkanischer Strukturen. A: Magmakammer, B und D: Dykes, C: Lakkolith, E: Lagergänge, F: Schichtvulkan

Die hier behandelten magmatischen Provinzen breiteten sich auf kontinentalen Landmassen aus. Über die Ursache der Magmafreisetzung existieren verschiedene Hypothesen. Sie basieren alle auf den aufsteigenden Strömen heißen Magmas aus dem Erdmantel. Als Magmaquelle könnte eine aufsteigende Mantelkonvektionszelle oder Aufwölbung des sublithosphärischen Mantels in Frage kommen. Gemäß einer anderen Hypothese transportierte ein großvolumiger Mantelplume heißes Material Richtung Erdkruste. Aus diesen Hauptmagmaquellen entwickelten sich wahrscheinlich mehrere großräumig verteilte Submagmakammern, aus denen räumlich getrennte Schmelzen aufstiegen, die in die Erdkruste intrudierten und diese durchschlugen. Dabei entstanden im Wesentlichen Flutbasaltareale (siehe auch → Trapp), Lagergänge, Dykes und Vulkanite. Großvolumiges aufsteigendes heißes Magma aus dem Erdmantel kann auch zur Aufwölbung, Dehnung und letztlich zur Trennung der Lithosphärenplatten führen (siehe auch → Plattentektonik).
Während des Magmaaufstiegs kann es auf Grund geochemischer und geophysikalischer Prozesse zu Veränderungen der ursprünglichen Gesteinsschmelze kommen. Die in der Erdkruste verbliebenen und auf der Erdoberfläche abgelagerten Gesteine unterscheiden sich daher regional zum Teil deutlich.

Antarktika mit dem Weddell-Meer und anderen antarktischen Randmeeren

Als anfänglicher Beginn der beiden magmatischen Provinzen wird eine Region um das Proto-Weddell-Meer angesehen, die dort die so genannte Weddell triple junction bildete. Diese Zone lag zwischen den damaligen südostafrikanischen, südwestamerikanischen und südöstlichen ostantarktischen Kontinentalmassen. Begründet wird diese Annahme durch die geochemischen Ähnlichkeiten von niedrig titanhaltigen Tholeiiten im zentralen Bereich der Karoo-Magmaprovinz und von ebenfalls niedrig titanhaltigen Ferrar-Magmen.
Der Magmaaufstieg steht im engen Zusammenhang mit der späteren Trennung Ostgondwanas von Westgondwana entlang einer Ozeanspreizung, die zur Öffnung des Proto-Indischen Ozeans führte. Der Zeitraum für Ozeanbodenspreizungen zwischen Proto-Ostafrika und Proto-Antarktika wird um 165 mya angegeben.

## Karoo-Magmaprovinz

### Geografische Ausdehnung

Lage von Südafrika
Provinzen Südafrikas
Reliefkarte Lesothos
Lage von Eswatini
Lage von Simbabwe
Lage von Mosambik
Lage von Sambia
Lage von Botswana

Die Karoo-Magmaprovinz entwickelte sich überwiegend im Karoo-Hauptbecken, das etwa dem heutigen Südafrika mit der Enklave Lesotho sowie Eswatini entspricht. Nördlich und östlich schließen separate Becken an, die bis nach Simbabwe, Mosambik und Sambia und Botswana reichen, wie z. B. das Lebombo-Becken. In diesen fanden ebenfalls magmatische Prozesse statt, die der Karoo-Magmaprovinz zugeordnet werden. Sie unterscheiden sich lithostratigrafisch und petrographisch von denen im Karoo-Hauptbecken.
Insgesamt wurde eine Fläche von ca. 3 × 106 km2 bedeckt. Das aufgestiegene Magmavolumen betrug geschätzt ca. 2,5 × 106 km3.

### Magmatische Abfolgen

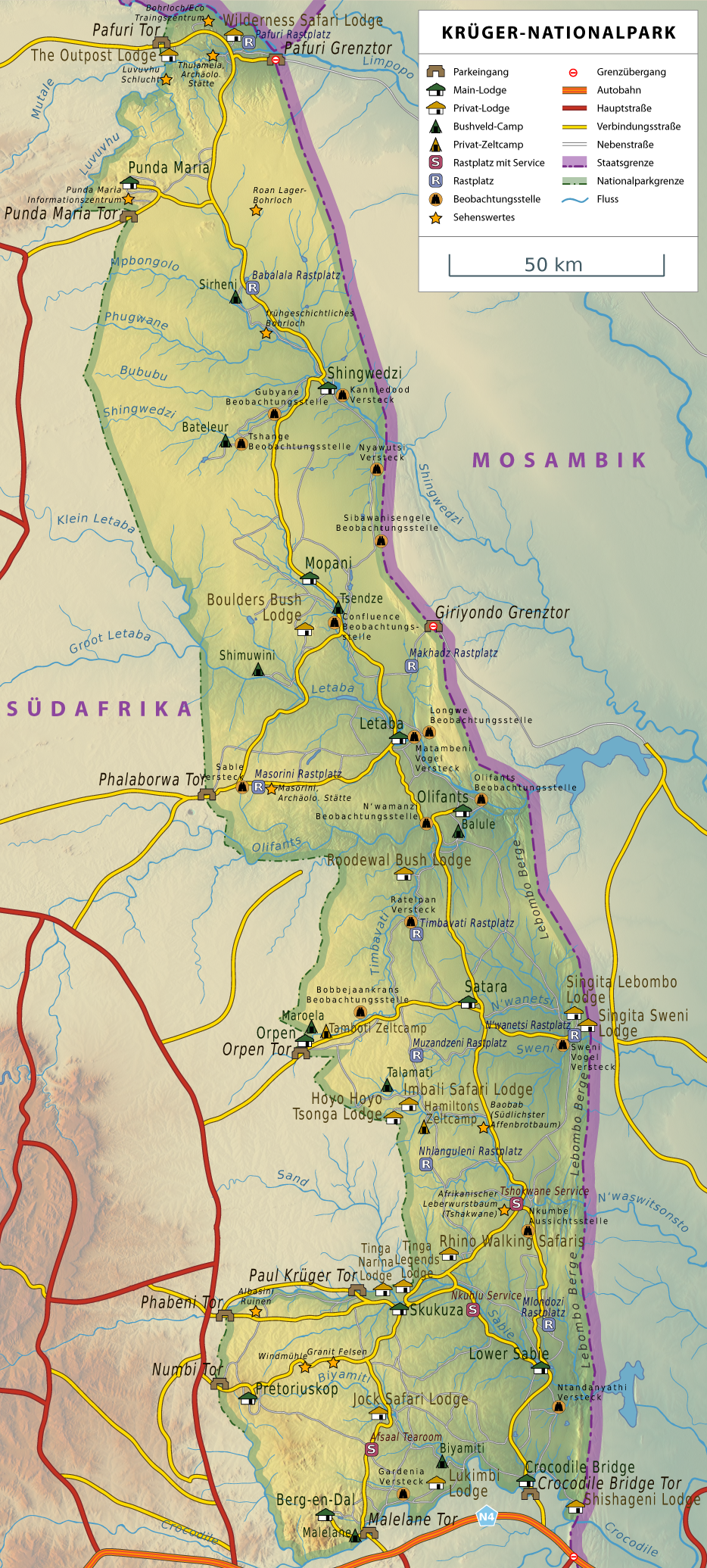
Karte vom Kruger-Nationalpark

Lage des Bezirks Lubombo von Eswatini

Die Ausbreitung der Magmen begann um 204 mya im äußersten Südosten des heutigen Afrikas mit geringfügigen nephelinitischen, karbonatitischen Lagergängen in Simbabwe und im Kruger-Nationalpark des äußersten Nordostens Südafrikas, Kimberlit-Schloten (Pipes) im nordöstlichen Eswatini und KwaZulu-Natal, Alkalibasalten und Basaniten im Norden der Region Lubombo von Eswatini sowie im westlichen Sambia. Zwischen 184 und 175 mya folgte die magmatische Hauptphase, in der überwiegend tholeiitische-Basalte freigesetzt wurden. Diese kommen verbreitet in südlichen und südöstlichen afrikanischen Bereichen vor. Sie wurden regional überdeckt durch rhyolithische Vulkanite.
In der Karoo-Magmaprovinz sind die an die Oberfläche gestiegenen und dort abgelagerten, meist basaltischen Lavaschichten dominierend. Diese werden aufgrund ihrer weit reichenden Ausbreitung auch als Flutbasalte bezeichnet. Sie entwickelten sich aus einer Vielzahl einzelner relativ dünnmächtiger Lagen, die jedoch über einen Zeitraum von ca. 10 Millionen Jahren zu einer Gesamtmächtigkeit von ca. 1,5 km anwuchs.
Innerhalb des gesamten Karoo-Hauptbeckens intrudierte eine Vielzahl von doleritischen Lagergängen die basaltischen Lagen, während sich an den Rändern vier umfangreiche doleritische Dykeschwärme entwickelten. Die gehen von einem virtuellen Ausgangsbereich, der Karoo-Triple Junction, aus und verlaufen von dort radial in verschiedene Richtungen. Dieser Bereich kann etwa dem Mwenezi-Distrikt im südlichen Simbabwe nahe an der Grenze zu Botswana zugeordnet werden. Der Okavango-Dykeschwarm ist der größte mit einer Länge von ca. 1.500 km. Er erstreckt sich in nordwestlicher Richtung von Simbabwe bis nach Botswana.
Die Komposition der Basalte ist relativ einheitlich mit nur geringfügigen chemischen Variationen. Sie werden aufgeteilt nach ihren Titan- und Zirkon-Konzentrationen. Niedrig titanhaltige Basalte kommen hauptsächlich südlich des 26. Breitengrades vor (etwa um Johannesburg), die übrigen nördlich davon.

### Lithostratigraphie

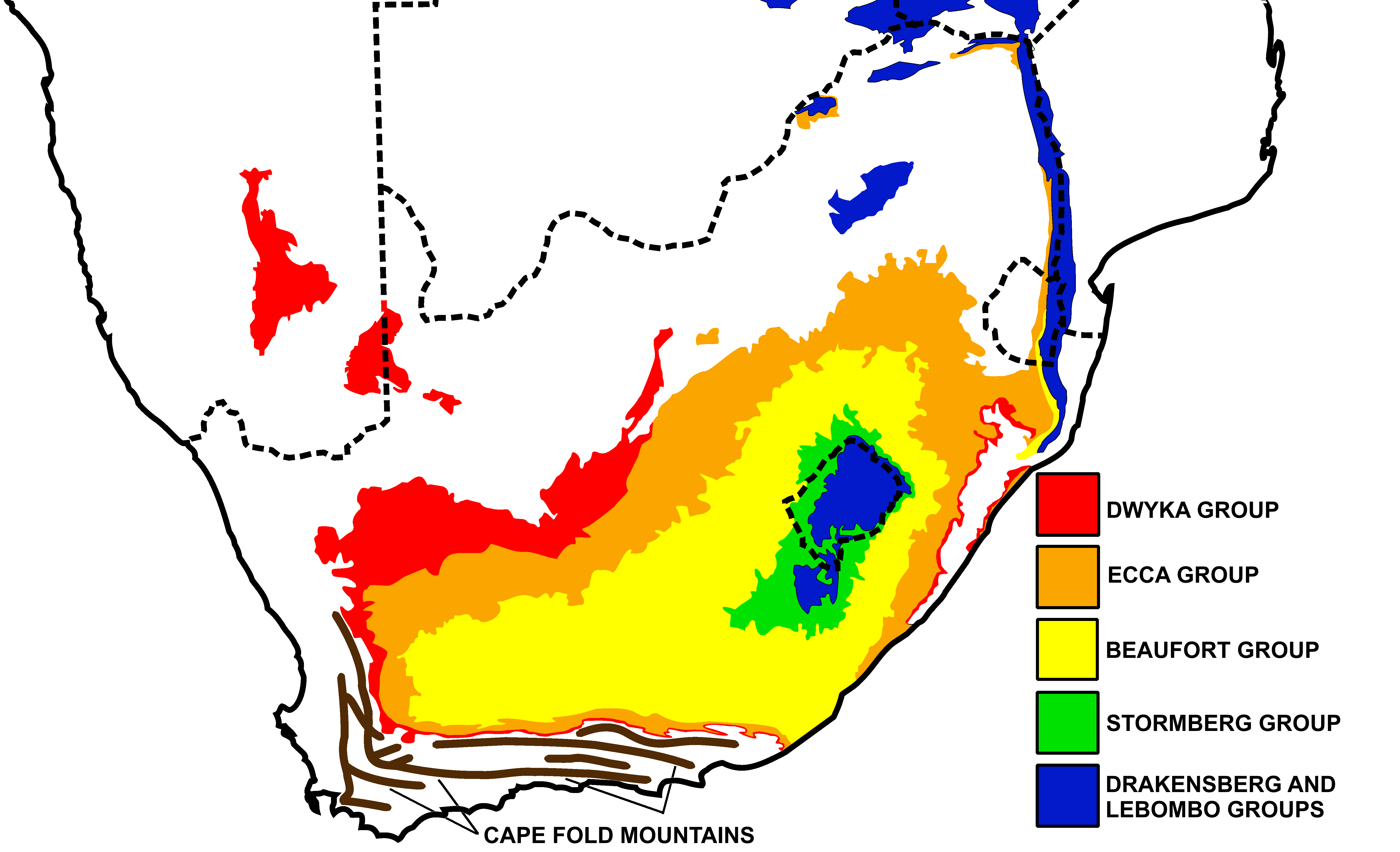
Geologische Karte der Karoo-Supergruppe mit den dunkelblau dargestellten Regionen der Karoo-Magmaprovinz
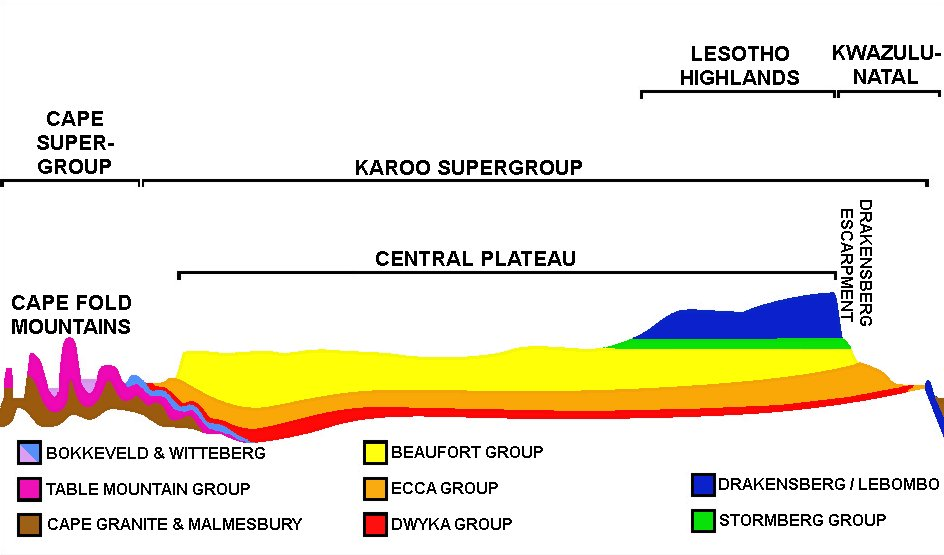
SW/NO-Querschnitt durch Südafrika mit den dunkelblau dargestellten Magmen der Karoo-Magmaprovinz

Die Karoo-Magmaprovinz bildet die oberste lithostratigraphische Einheit der Karoo-Supergruppe. Sie umfasst die Drakensberg-Gruppe und die Lebombo-Gruppe. Diese überdecken die älteren sedimentären Ablagerungen, wie die Stormberg-Gruppe, die sich in einem terrestrischen, von Flüssen und Binnengewässer beeinflusstem Sedimentbecken ablagerten.

#### Drakensberg-Gruppe

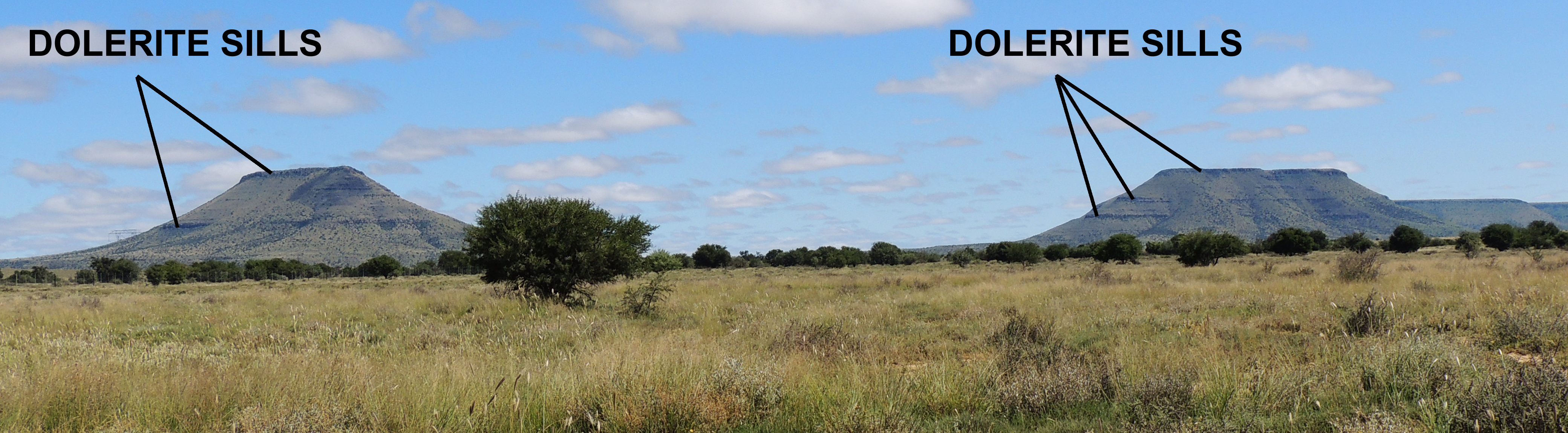
Dolerit-Lagergänge in Schieferablagerungen der Beaufort-Gruppe bei Cracdock

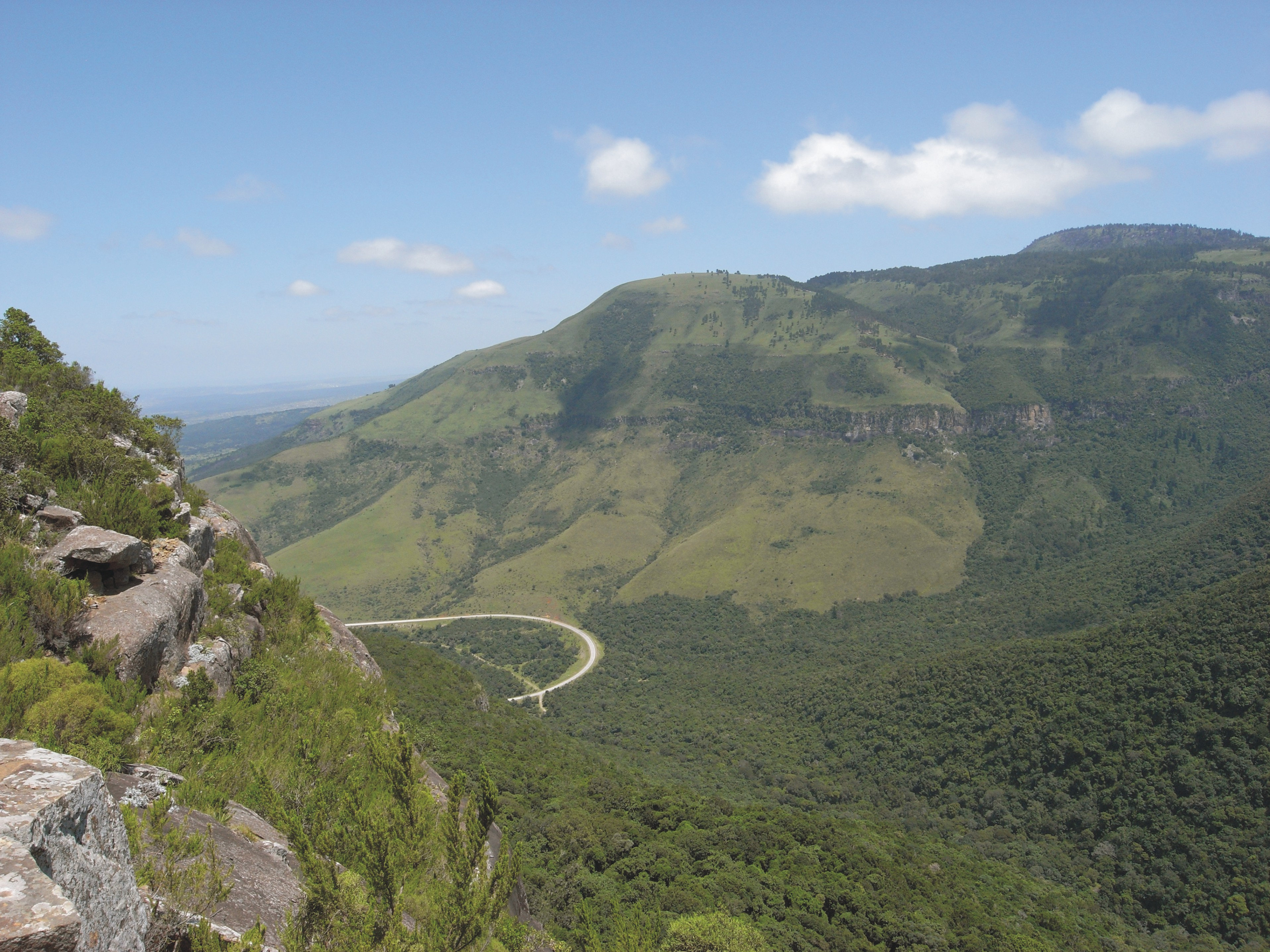
Amathole-Berge in Ostkap mit sichtbaren doleritischen Lagergängen

Die Drakensberg-Gruppe besteht überwiegend aus basaltischen Magmen, die durch lange, rissartige Spalten weiträumig aufstiegen. Die magmatischen Gesteine der Drakenberg-Gruppe basieren auf mehreren mächtigen Sedimentsequenzen, die seit dem späten Karbon (Pennsylvanium) in einer kontinentalen Depression, dem Karoo-Hauptbecken, abgelagert wurden. An der Oberfläche bildeten sie eine Vielzahl von fast horizontalen Lavaströmen zwischen 10 und 50 Meter Mächtigkeit, die in einen Zeitraum von etwa 10 Millionen Jahren insgesamt auf eine Dicke bis zu 1,5 km kumulierten. Verschiedentlich extrudierten Magmen unter hohem Druck zwischen horizontale Gesteinsschichten der weit unterliegenden sedimentären Ecca- und Beaufort-Gruppen, wo sie mehrere Doleritdykes oder -lagergänge bildeten. Die Dicke dieser Lagergänge variiert von wenigen Zentimetern bis zu Hunderten von Metern. (siehe auch → Drakensberg-Gruppe (Drakensberg Group)).
Besonders markante geologische Einheiten der Drakensberg-Gruppe sind die Drakensberge und die Viktoriafälle, in denen basaltische Gesteinsformationen zu Tage treten.
- Drakensberge

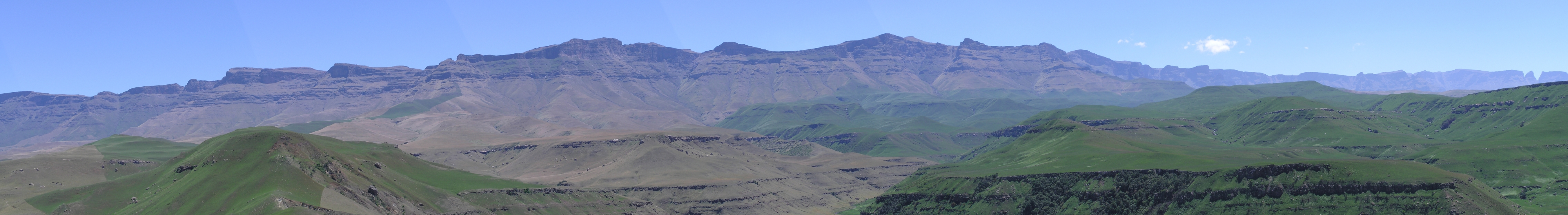
Panorama des Giant’s Castle der Drakensberge in KwaZulu-Natal
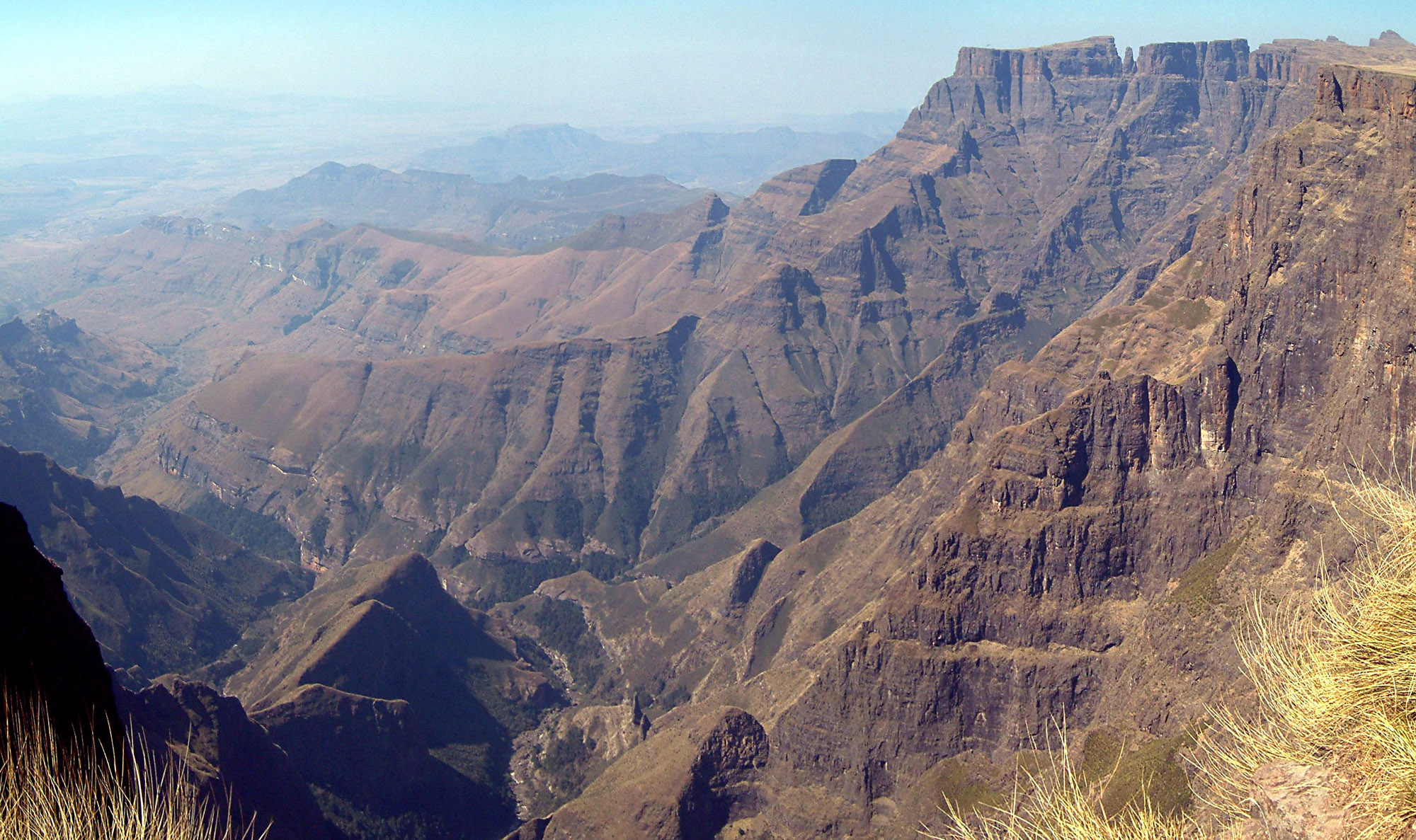
Felsformationen im Amphitheatre Drakensberg im Royal-Natal-Nationalpark/KwaZulu-Natal
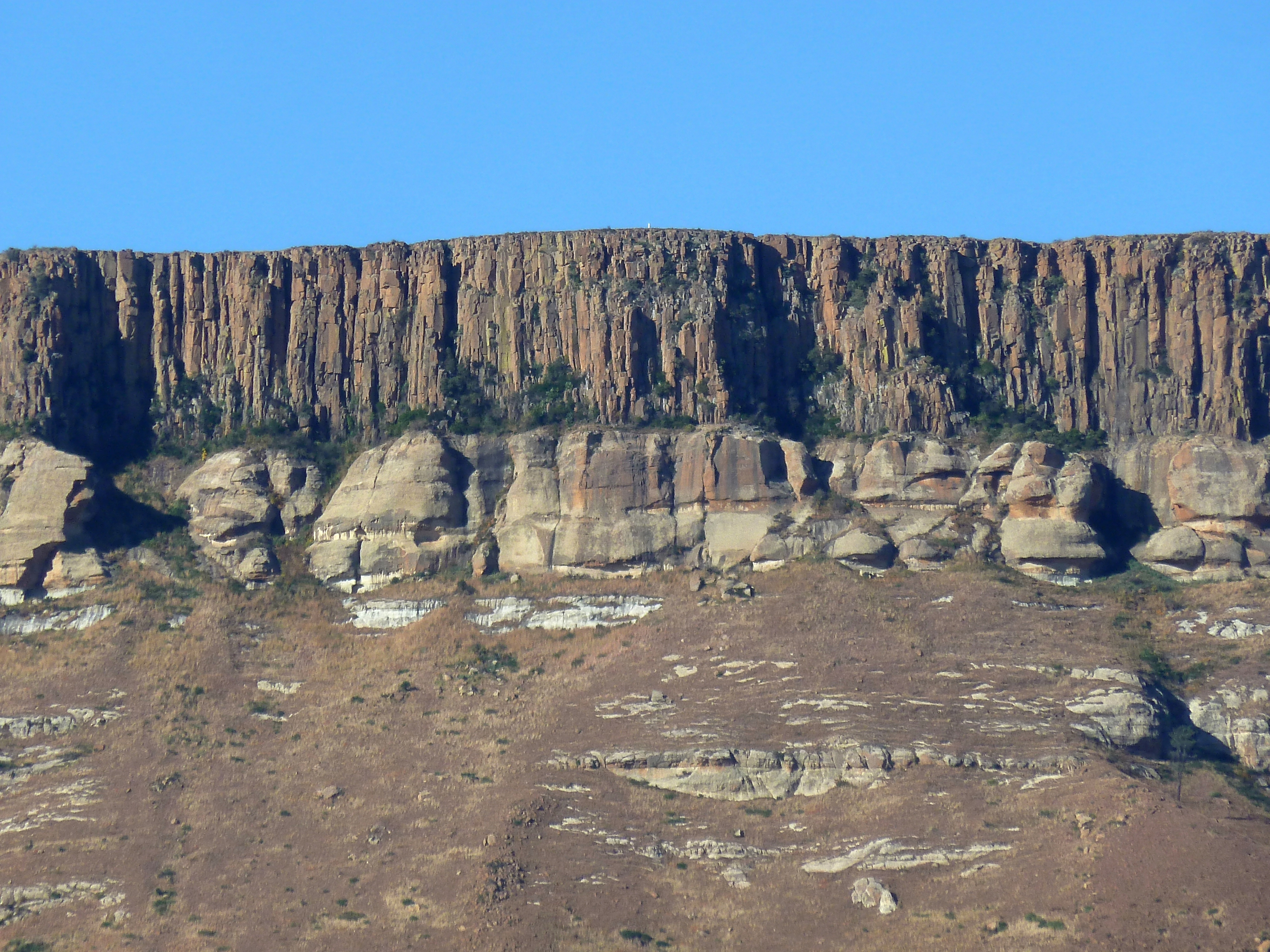
Steiler, vertikal gespaltener Drakensberg-Basalt, abgelagert auf der obersten Sandstein-Formation der Stormberg-Gruppe in der Provinz Freistaat
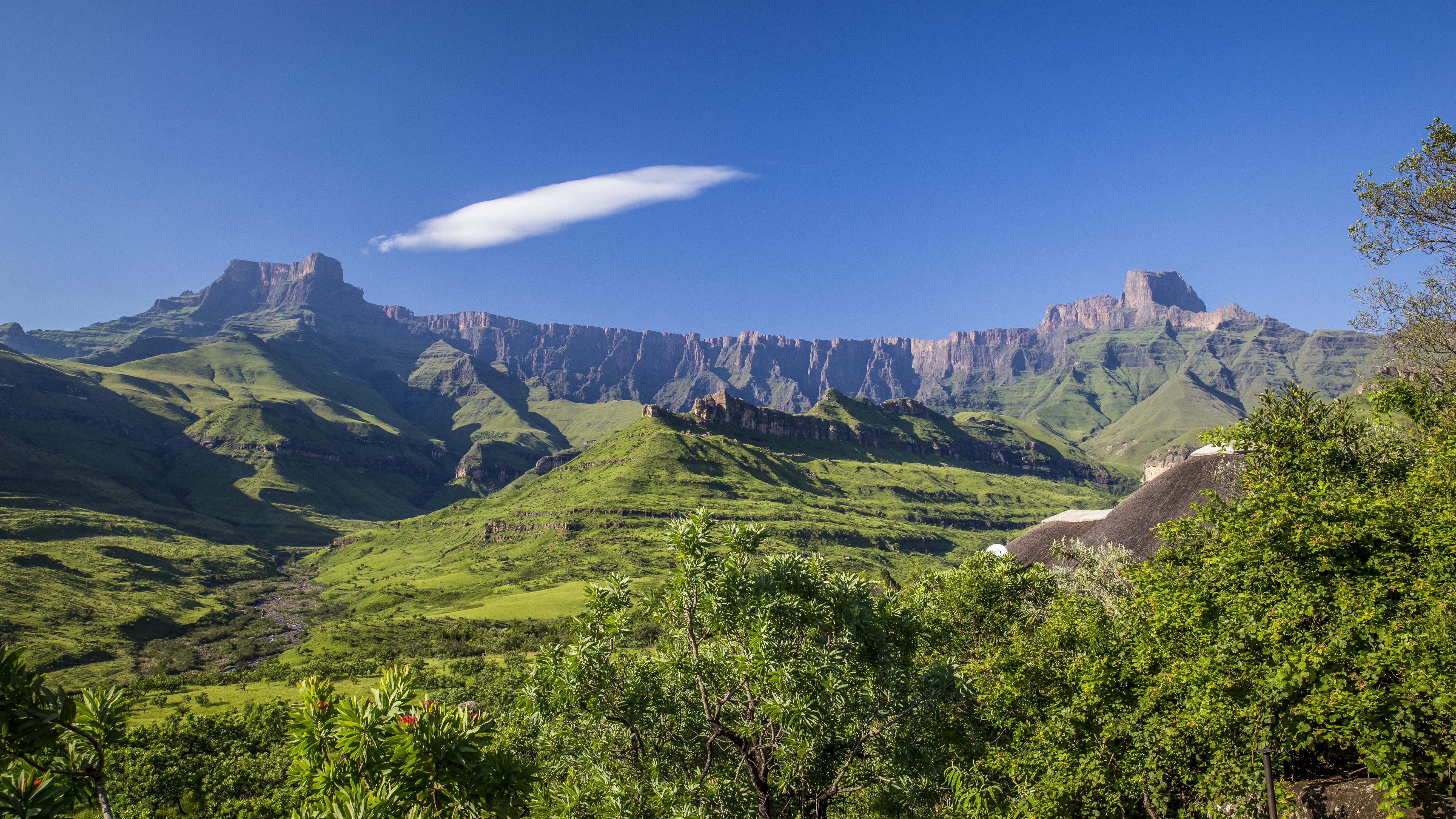
Mit 3.482 Meter ist der Thabana Ntlenyana der höchste Berg der Drakensberge
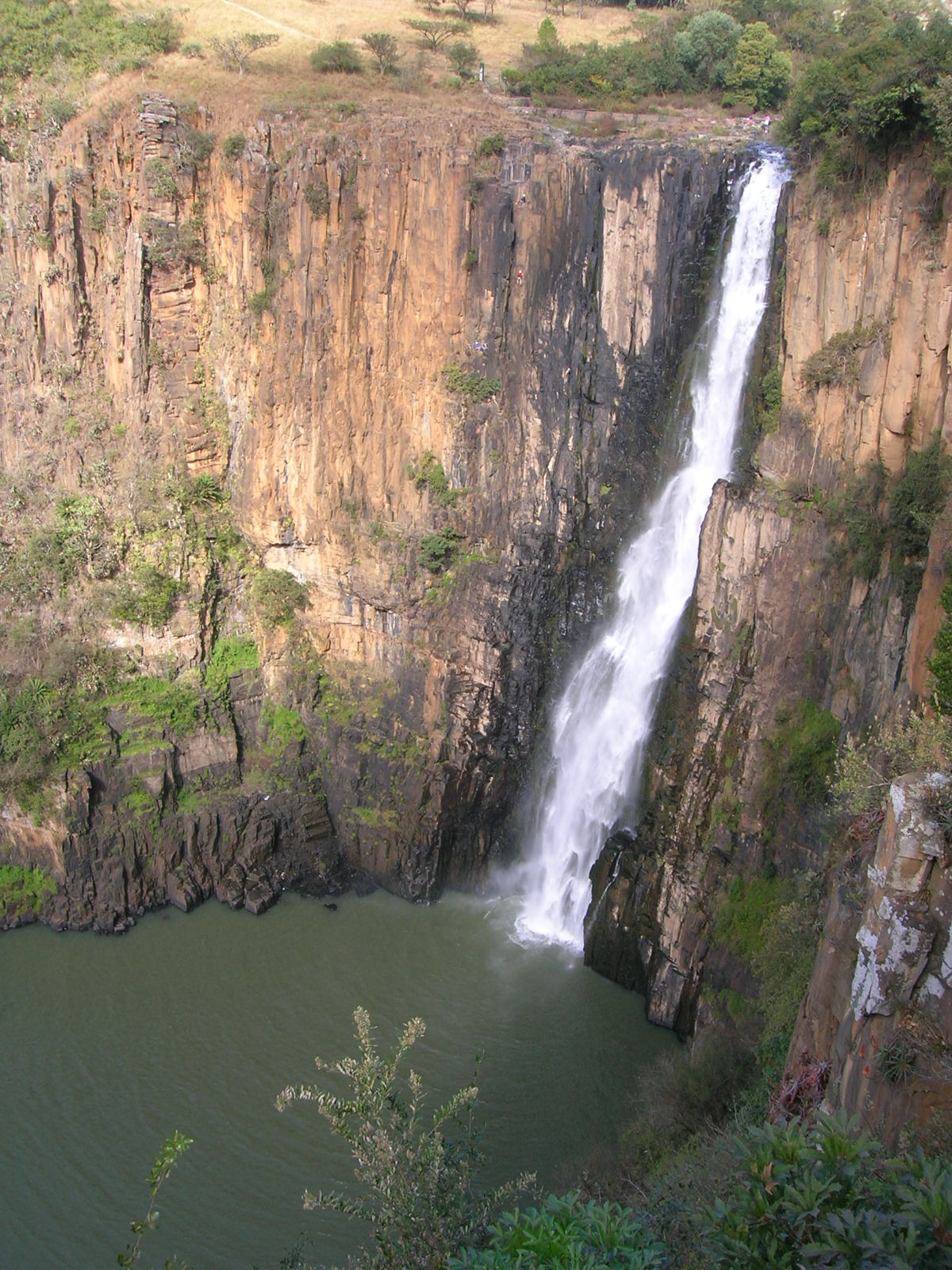
Die 119 m hohen Howick Falls des Mngeni River in KwaZulu-Natal am Kliff der basaltischen Lagergänge in KwaZulu-Natal
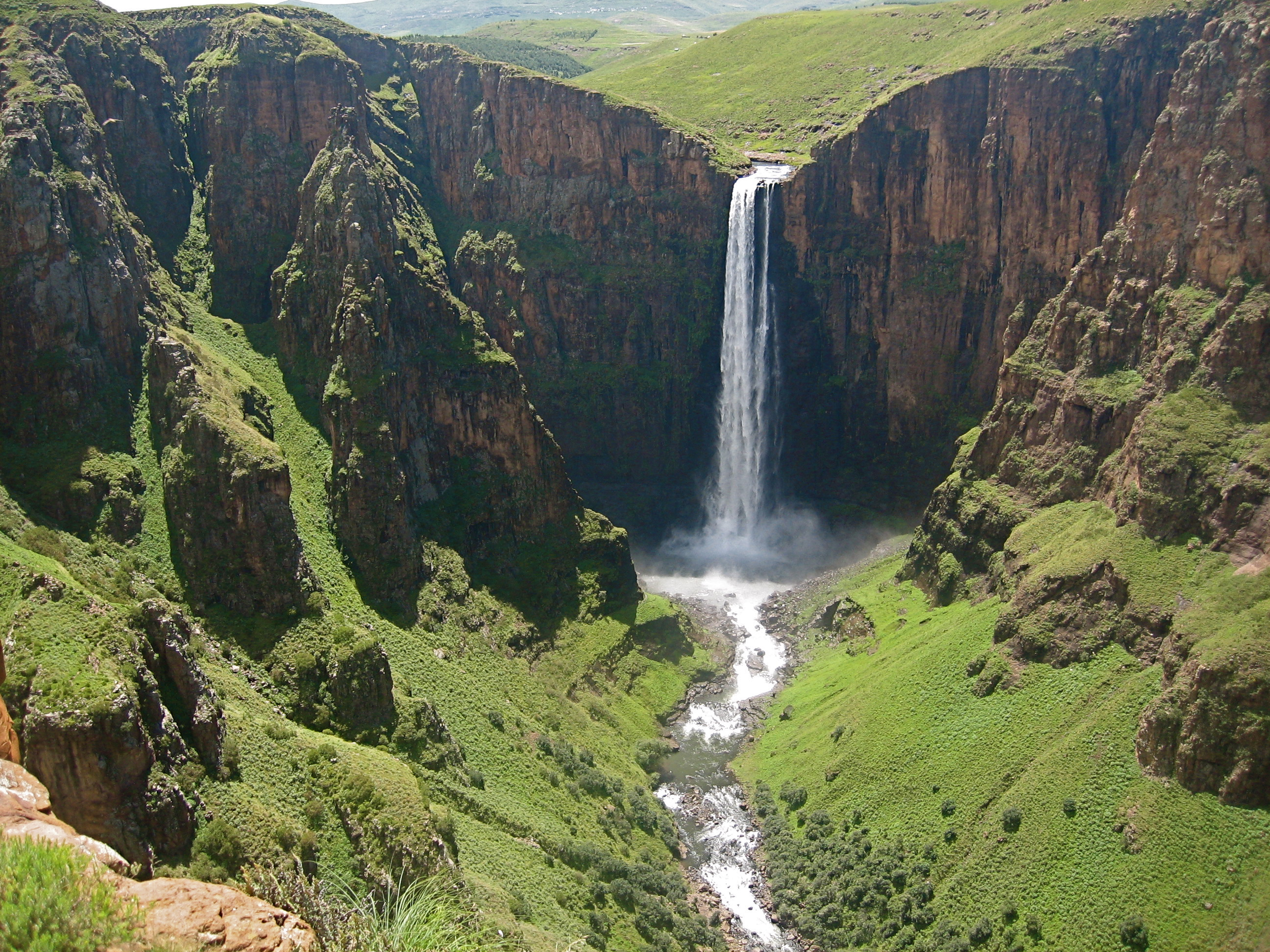
Der 192 m hohe Maletsunyane-Wasserfall in den Basalten der Drakensberge in Lesotho,

Die Drakensberge erstrecken sich von Ostkap über Lesotho, KwaZulu-Natal, Freistaat, Mpumalanga weiter bis zur Stadt Tzaneen in Limpopo über eine Länge von ca. 1.000 km. Zum Indischen Ozean fallen sie in einer Großen Randstufe (Drakensberg Escarpment) steil ab. Die oberste Formation wird durch niedrig titanhaltige Basalte gebildet. Diese kommen nur an der nordöstlichen und östlichen Grenze von Lesotho und von Ostkap vor. Dort ist die gesamte Lithostratigraphie des Karoo-Hauptbeckens aufgeschlossen. Die höchsten Gipfel erreichen Höhen über 3.450 Meter, von denen der Thabana Ntlenyana mit 3.482 Metern der höchste ist. In die tholeiitischen Basalte intrudierten diverse Dykes und Lagergänge. Heraus erodierte Lagergänge bilden mancherorts die Basis von Wasserfällen, wie z. B. der 119 Meter hohen Howick Falls und des 192 Meter hohen Maletsunyane-Wasserfalls.
- Viktoriafälle

Einzugsbereich des Sambesi mit Beschriftung der Viktoriafälle, Makgadikgadi-Salzpfannen und des Okavangodeltas
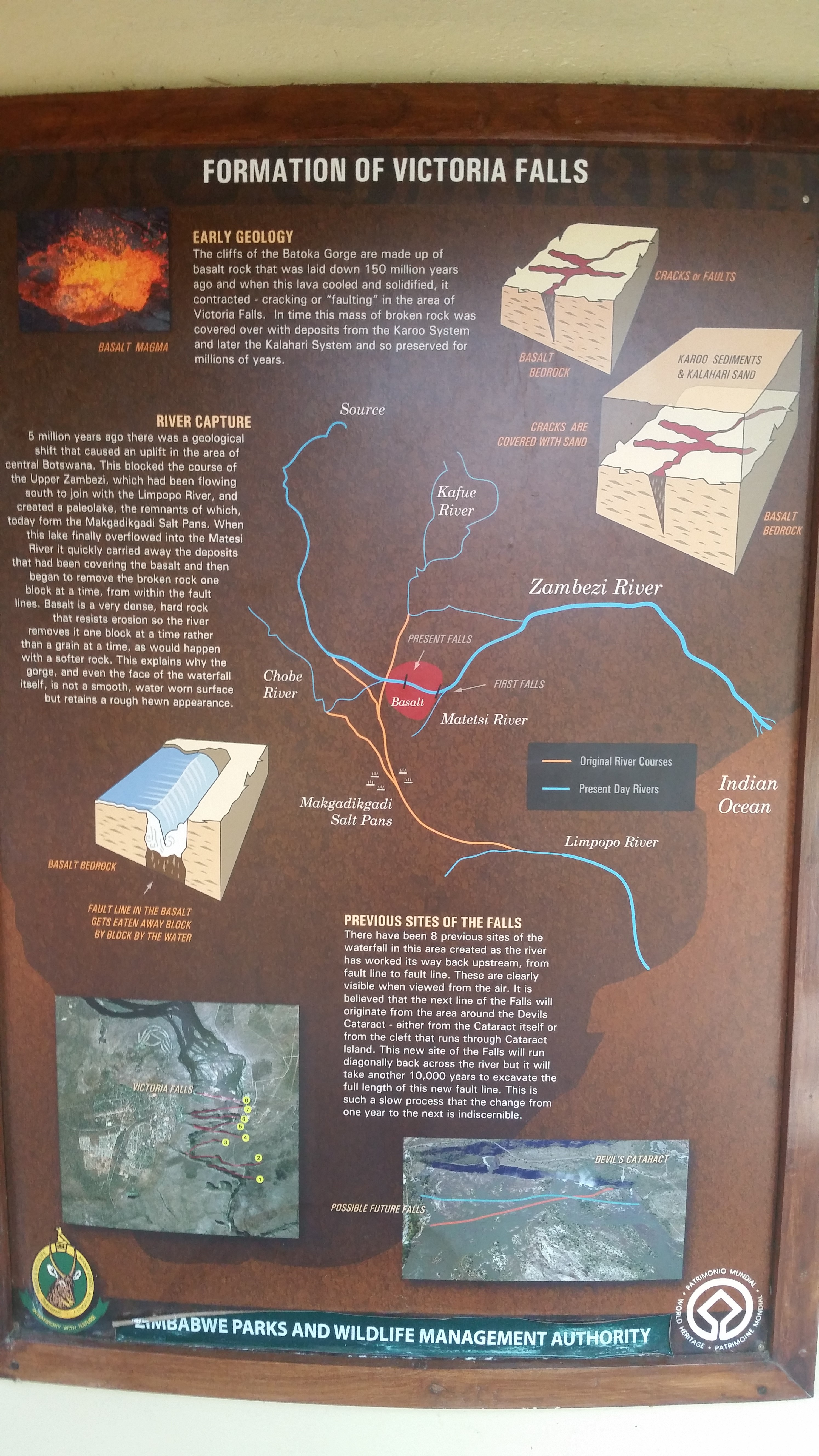
Schautafel über die Lage der Batoka-Formation, die Flussverlaufsänderungen des Sambesi, Cuando (Chobe) und Kafue sowie die Entwicklung der Viktoriafälle
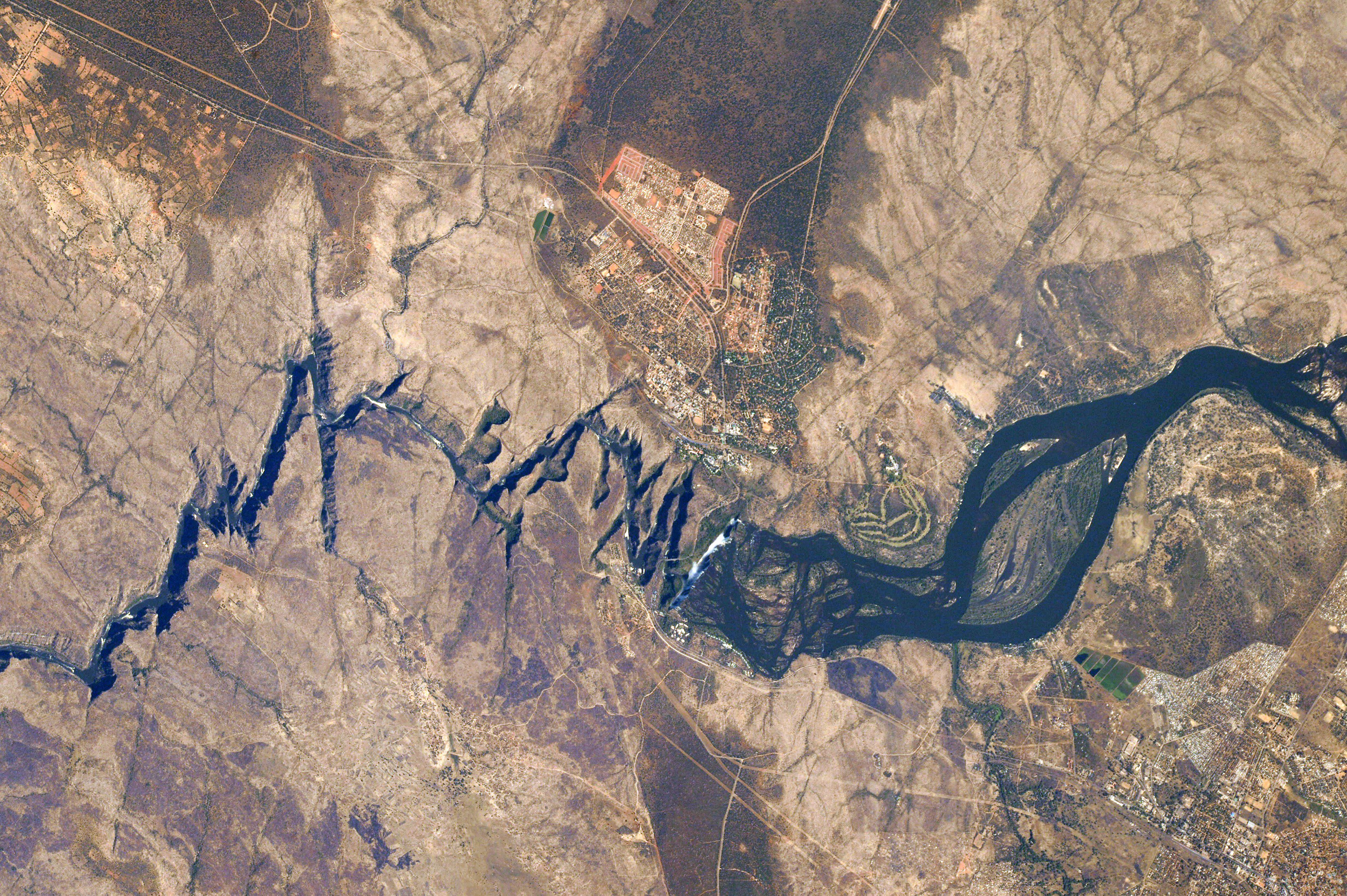
Satellitenaufnahme der Viktoriafälle in den Flutbasalten der Batoka-Formation
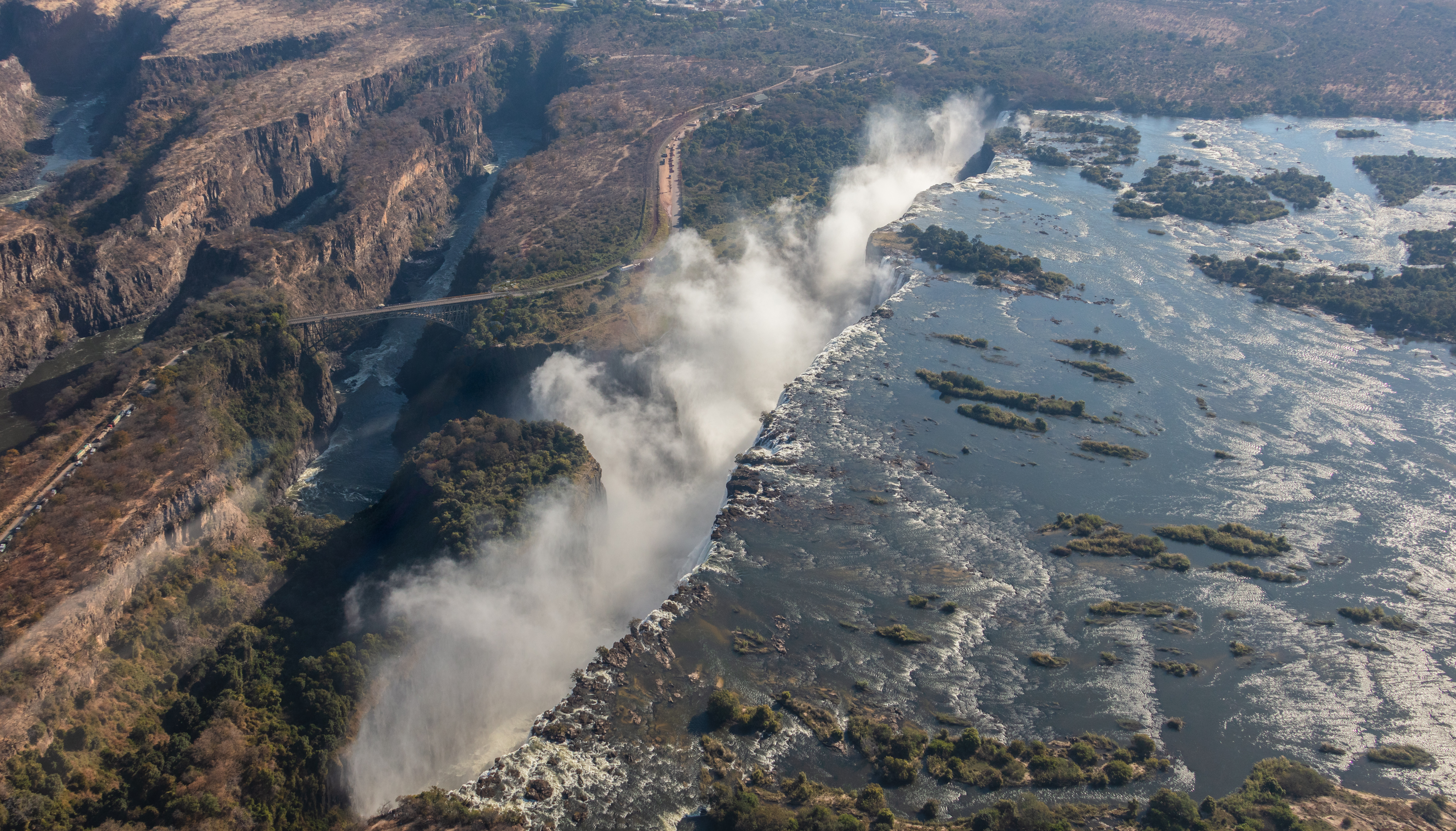
Luftbildaufnahme der Viktoriafälle in Sambia und Simbabwe
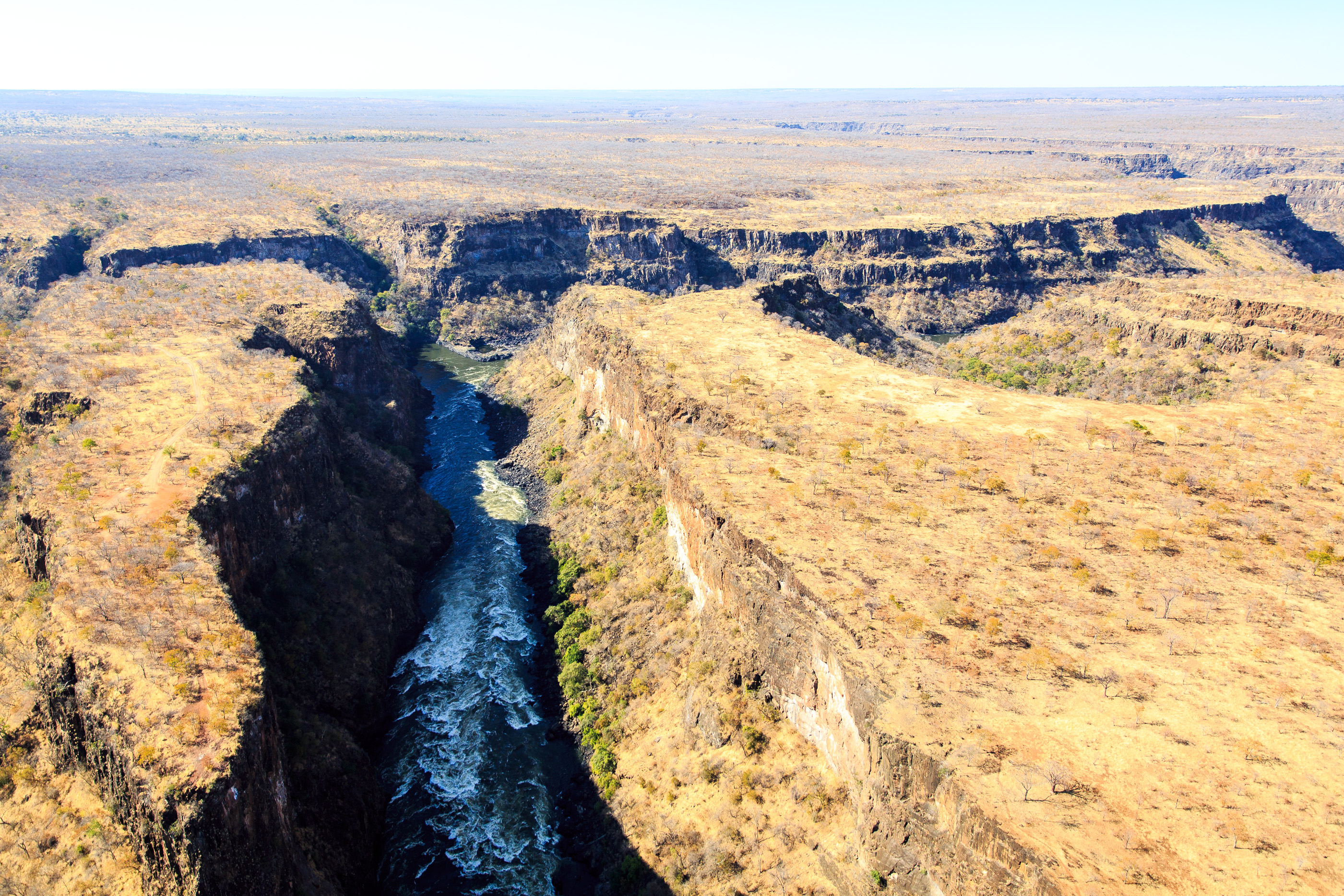
Canyons in den Flutbasalten nahe der Viktoriafälle

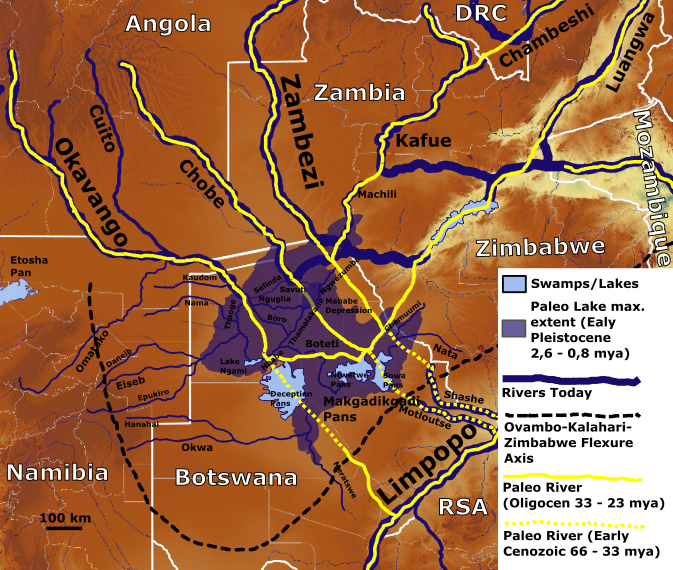
Die vermutete maximale Ausdehnung des Paleo-Makgadikgadisees im frühen Pleistozän und der Verlauf der Flüsse im frühen bis mittleren Känozoikum.

Die Viktoriafälle sind die größten Wasserfälle Afrikas und erstrecken sich im Tal des Sambesi zwischen den Grenzstädten Victoria Falls in Simbabwe und Livingstone in Sambia. Die Victoriafälle werden durch die noch anhaltende rückschreitende Erosion des Plateaus der basaltischen Batoka-Formation durch den Sambesi im südlichen Teil der Südprovinz Sambia und dem angrenzenden Gebiet in Simbabwe gebildet. Die Batoka-Formation weist ein rechtwinkliges Kluftsystem auf, das sich gitterartig überschneidet. In diesem formten sich infolge der Sambesi-Erosion bis zu 108 Meter tiefe Schluchten. Die ursprünglich mit Sedimenten verfüllten Klüfte sind mittlerweile wieder erodiert.

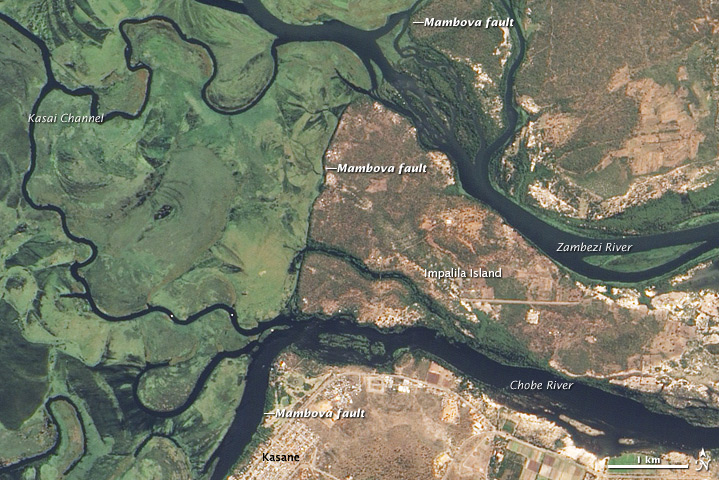
Die Mambove Verwerfung mit dem Durchbruch des Sambesi und des Chobe (Cuando)

Ursprünglich mündete der Sambesi in den Limpopo. Vor mehr als 5 mya hob sich das Gebiet zwischen Simbabwe und Botswana, wodurch der Proto-Sambesi blockiert und der abflusslose Makgadikgadisee aufgestaut wurde. Vor etwa 20.000 Jahren begann sich dieser durch die Klüfte der Batoka-Formation zu entwässern und die heutigen Wasserfälle und Schluchten zu bilden. Der ursprüngliche Sambesi schuf sich ein neues Bett und mündete schließlich in den Indischen Ozean. Relikte des Makgadikgadisee sind die heutigen Makgadikgadi-Salzpfannen und das Okavangodelta, das ursprünglich Teil des Makgadikgadisee war.

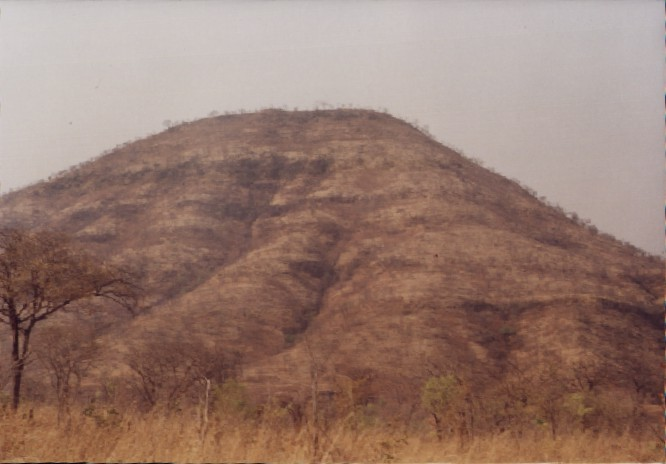
Batako-Basalte bei Siyakobvu/Simbabwe

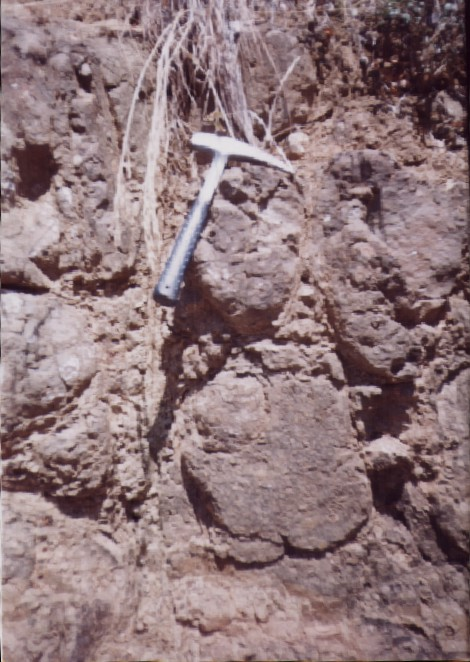
Kissenlaven in der Batoka-Formation bei Siyakobvu/Simbabwe

Die Batoka-Formation besteht aus Basalten und kommt in Botswana, Simbabwe und Sambia im Mittellauf des Sambesi sowie im Mana-Pools-Nationalpark und im Cahora-Bassa-Becken vor. Diese bilden separate Becken außerhalb des Karoo-Hauptbeckens. Die Basalte der Batoka-Formation werden mit dem Auftreten der Basalte der Drakensberg-Gruppe im Karoo-Hauptbecken in Verbindung gebracht. Die Batoka-Formation ist dort die oberste Formation in der Upper Karoo Group der Karoo-Supergruppe. Die tholeiitischen Basalte treten in einer Sequenz von mehreren relativ dünnmächtigen, nahezu horizontalen Lagen zu Tage. Sedimenthorizonte zwischen den Magmaeruptionen sind nicht vorhanden. Die Basalte weisen relativ hohe Titan- und niedrige Kaliumgehalte auf. Dadurch unterscheiden sie sich von niedrig titanhaltigen Basalten der weiter südlich liegenden Drakensberg-Gruppe. Bei den Laven handelt es sich um dunkle, blasenhaltige und porphyritische oder massive Basalte mit gelegentlichen Kissenlaven. Vereinzelt kommen Dazite und Rhyolithe vor. Mit einem Alter von 180 bis 179 mya fallen sie in die Spätphase des Karoo-Magmatismus.

#### Lebombo-Gruppe
Die Lebombo-Gruppe entwickelte sich im Lebombo-Becken, das sich nordöstlich an das Karoo-Hauptbecken anschließt und von dort in nördlicher Richtung verläuft. Es stellt ein Grabenbruchsystem dar, das sich infolge beginnender Trennung Proto-Westafrikas (Kalahari- bzw. Kaapvaal-Kraton) von Proto-Ostantarktika (Königin-Marie-Land) ausbildete.
Lithostratigraphisch besteht diese Gruppe aus einer Sequenz magmatischer und vulkanischer Ablagerungen, die sich auf der Clarens-Sandsteinformation der Stormberg-Gruppe (Stormberg Group) entwickelte. Die basale, 170 Meter mächtige Lage besteht aus magmatischem Nephelinit. Es folgten mehrere weit verbreitete basaltisch/pikritische Lavasequenzen, die insgesamt auf 6.000 Meter Mächtigkeit kumulierten. In diese intrudierten vorwiegend in zentralen und südlichen Abschnitten bis zu 5.000 Meter mächtige Sequenzen aus vulkanischen Rhyodaziten und Rhyolithen, gefolgt von weiteren basaltischen Laven. In diese Vulkanite und Magmatite drangen mehrere mafische Dykes und Lagergänge ein. Geochemisch unterscheiden sich die Laven in ihren Titangehalten. Niedrig titanhaltige kommen ausschließlich südlich des Sabie-Flusses vor, während hoch titanhaltige Gesteine nur nördlich des Komati-Flusses existent sind. In der etwa 60 km breiten Übergangszone verzahnen sich beide Gesteinstypen. Die magmatisch/vulkanischen Prozesse datieren auf einen Zeitraum von 182 bis 178 mya.
Geomorphologisch bilden die Ablagerungen im Lebombo-Becken eine seewärts nach Osten geneigte Monoklinale, die vor der Trennung Ost- von Westgondwana mit dem ostantarktischen Explora Escarpment vor der Prinzessin-Martha-Küste des ostantarktischen Königin-Maud-Lands zusammenhing. Sie korreliert insbesondere mit den dortigen westwärts geneigten Kraulbergen (Vestfjella-Bergen).

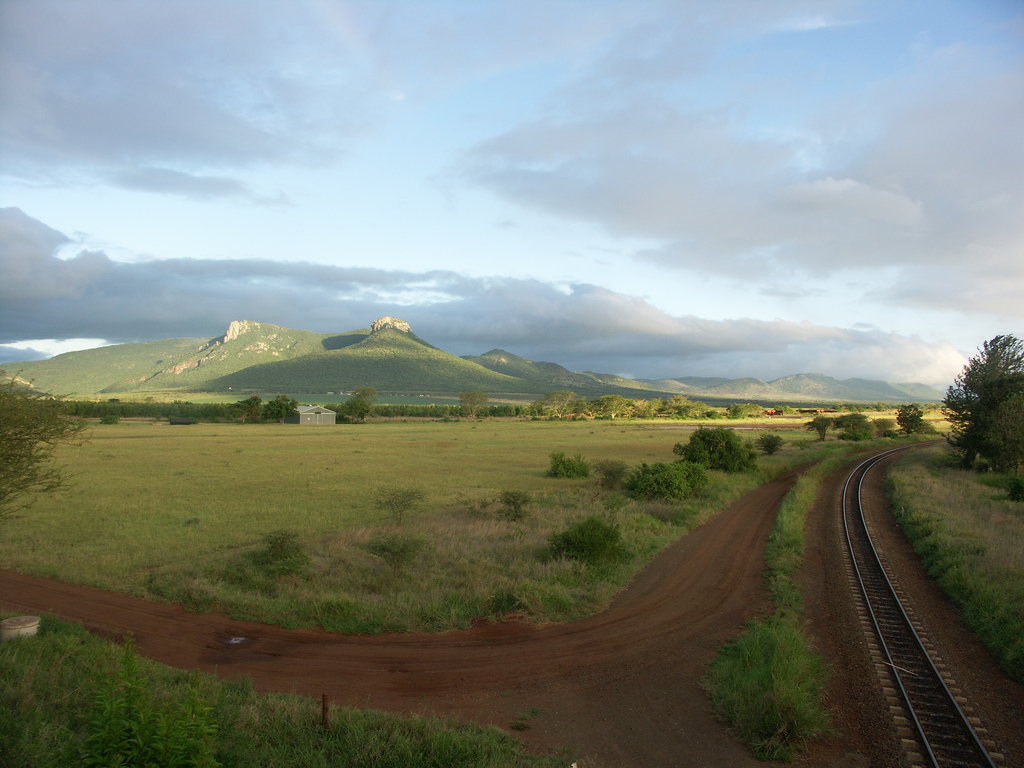
Südliche Ausläufer der Lebomboberge nahe Mkuze in KwaZulu-Natal

Namengebend für die Lebombo-Gruppe sind die Lebomboberge. Sie erstrecken sich von der Stadt Hluhluwe in KwaZulu-Natal über Limpopo bis nach Eswatini und Mosambik. Sie bilden eine etwa 600 km lange schmale Kette von gebirgigen bis hügeligen, zwischen 400 und 800 Meter betragenden Erhebungen, die infolge Erosion aus einem ehemals deutlich höheren Gebirge entstanden. Diese Erhebungen sind die Relikte der rhyolithischen Vulkanausbrüche. Die unterschiedlich erodierten Vulkanite bilden eine Reihe von annähernd parallelen, scharfen Schichtstufen, die durch Savannenebenen voneinander getrennt sind.
Letztere resultieren aus den noch stärker erodierten basaltischen Lavaablagerungen. Das Gebiet ist von zahlreichen Dolerit-Dykes durchzogen. Am westlichen Rand der Lebomboberge liegen u. a. der Kruger-Nationalpark und der Naturpark Phongolo Nature Reserve.

### Karoo-Magmen in Ostantarktika

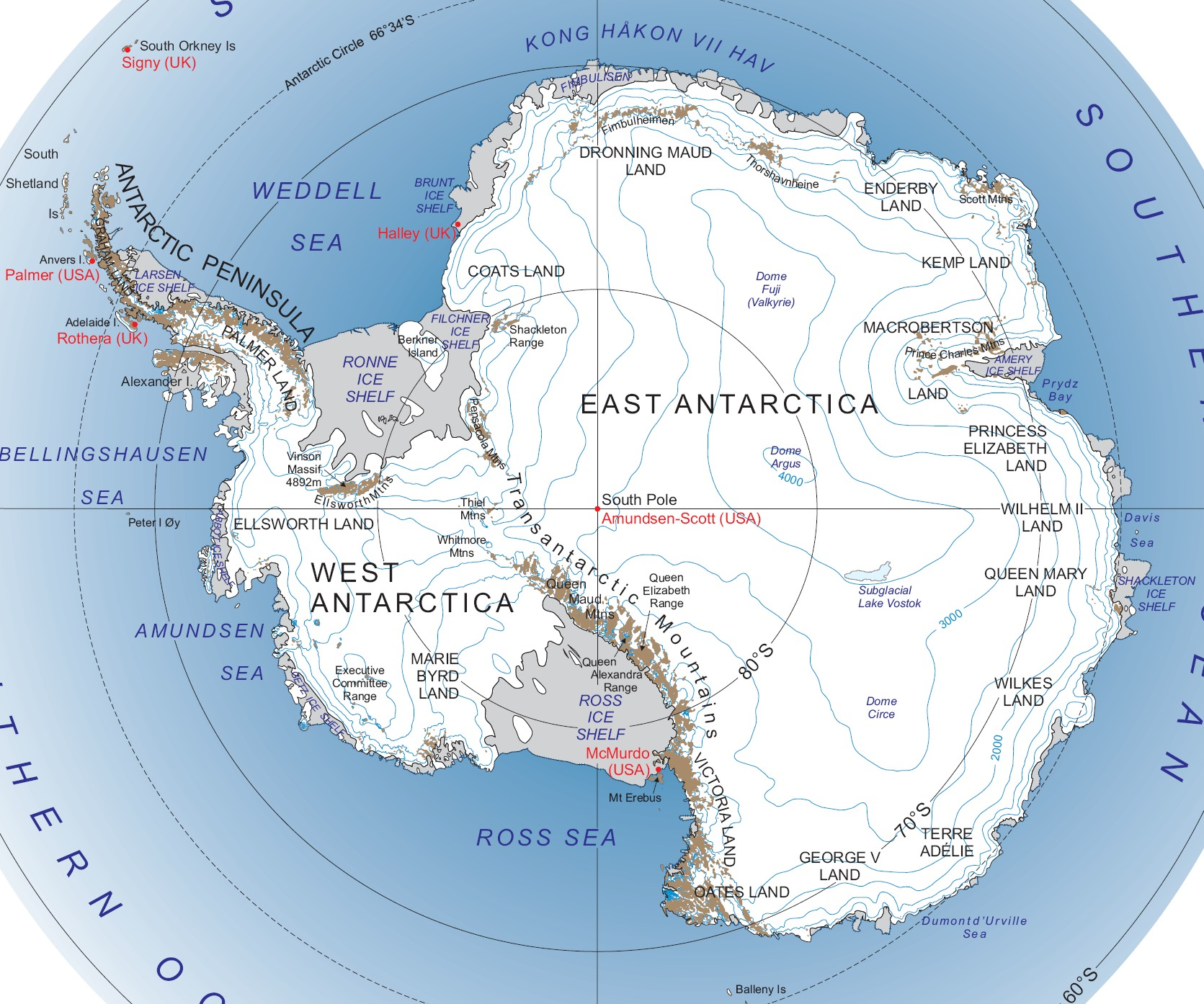
Antarktika mit dem Königin-Marie-Land im Norden
Lage des Königin-Marie-Landes
Lage des afrikanischen Kaapvaal-Kratons
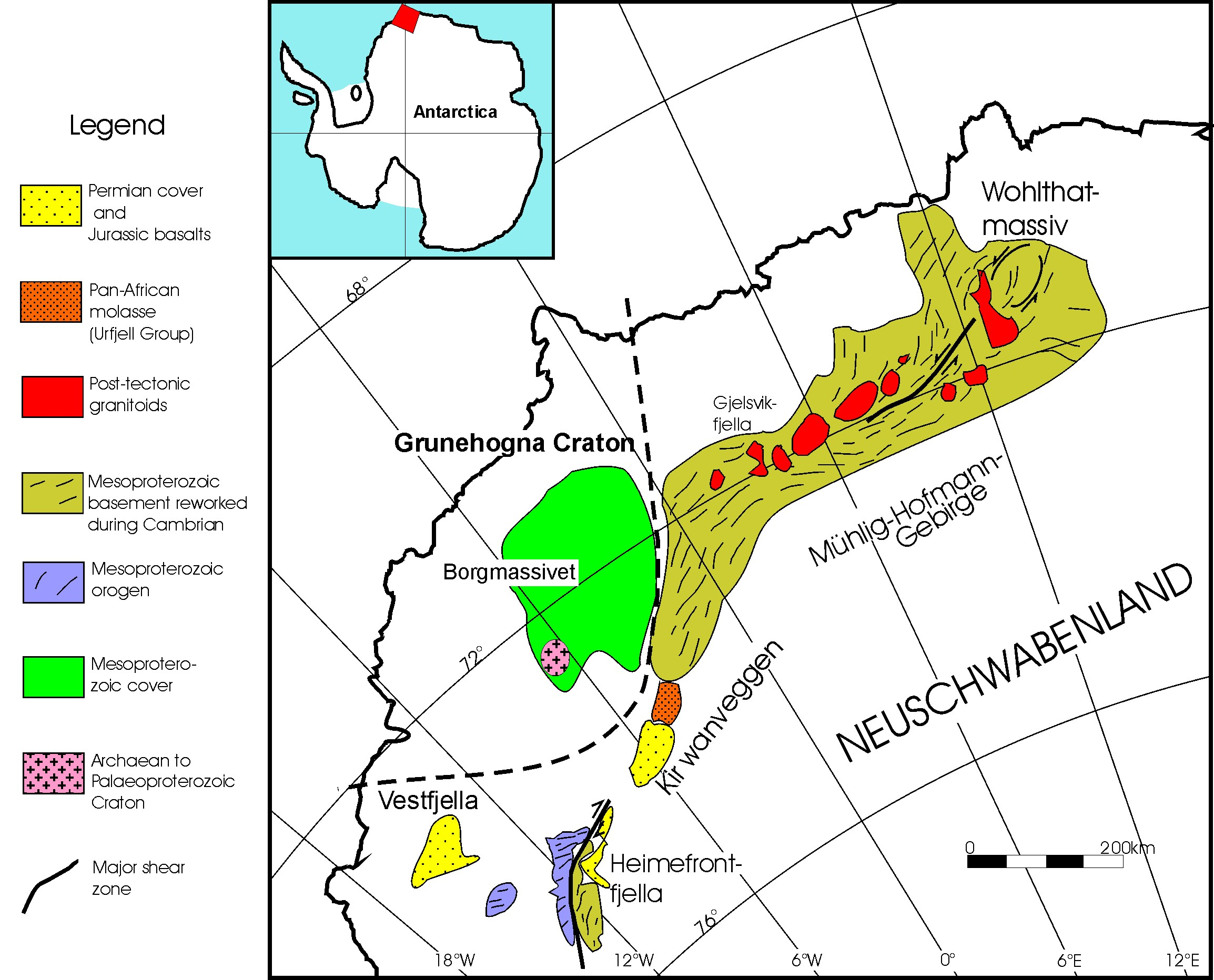
Lage des ostantarktischen Grunehogna-Kratons mit geologischen Regionen und Strukturen

Karoo-Basalte sind auch im heutigen ostantarktischen Königin-Maud-Land (Dronning Maud Land) zu finden, da seinerzeit der afrikanische Kalahari- bzw. Kaapvaal-Kraton tektonischen Kontakt mit dem antarktischen Grunehogna-Kraton hatte. Bemerkenswerte magmatische Intrusionen im Königin-Marie-Land traten in den Kraulbergen (Vestfjella), Ahlmannryggen (Ahlmann Ridge), Heimefrontfjella, Kirwanveggen sowie in dem unterseeischen Explora Escarpment auf.
Wie aus petrologischen Analysen hervorgeht, haben diese ähnliche geochemische Signaturen wie die afrikanischen tholeiitschen Basalte und Pikrite im Bereich der Batoka-Formation und der Lebomboberge.

## Ferrar-Magmaprovinz

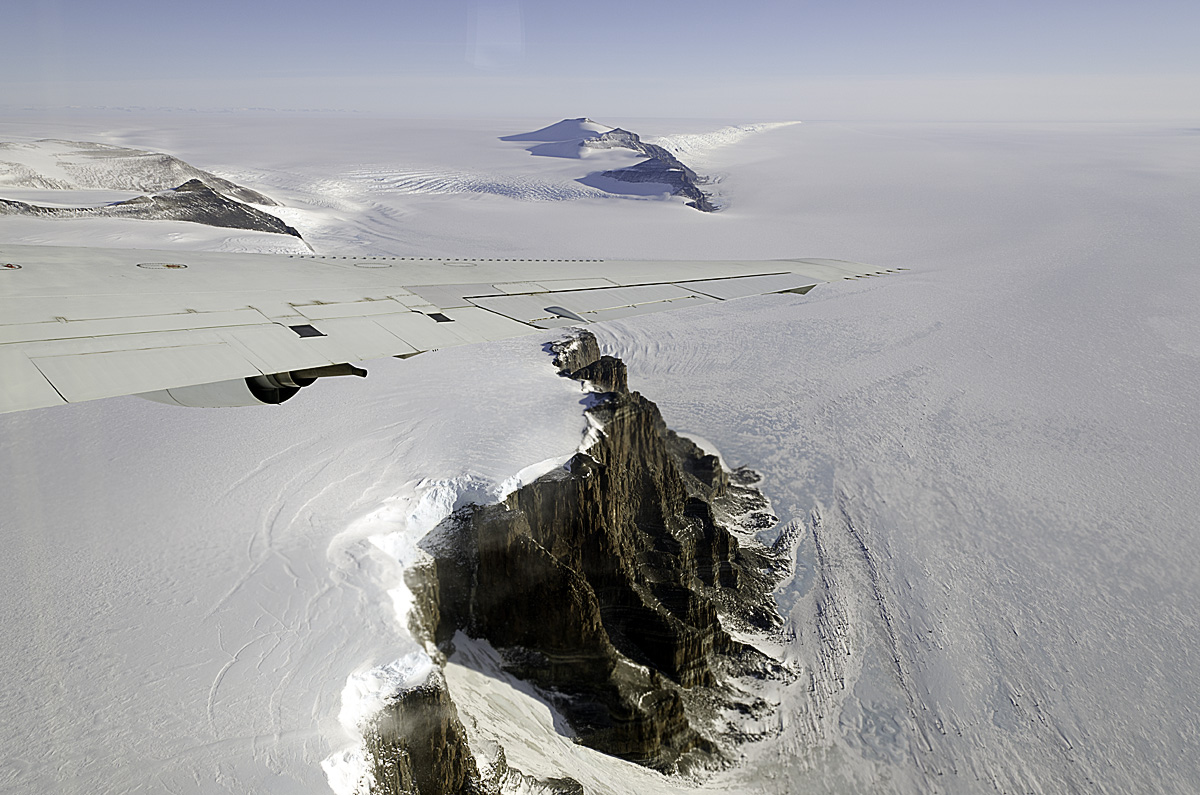
Aus den Eis ragende Felsformationen der Theron Mountains

Im Unterjura entstand an der südlichen Kontinentalflanke Proto-Ostantarktikas zwischen den Theron Mountains in Coatsland und dem Horn Bluff-Kliff vor der Georg-V.-Küste eine lang gestreckte Dehnungszone. Dieser Verlauf entspricht etwa dem Ross-Orogen bzw. dem heutigen Transantarktischen Gebirge. Sie findet ihre Fortsetzung im Südosten Proto-Australiens mit dem heutigen Tasmanien und in Proto-Neuseeland bzw. Zealandia.
In dieser Dehnungszone entwickelte sich zwischen 184 und 175 mya eine Magmatische Großprovinz. Sie erhielt ihren Namen nach dem Geologen Hartley Travers Ferrar und wird daher als Ferrar Large Ingeous Province (abgekürzt FLIP) bezeichnet. Die FLIP umfasst im Wesentlichen die Dufek-Intrusion, die Ferrar-Dolerite, Vulkanite aus pyroklastischen Strömen und die Kirkpatrick-Basalte. Sie bilden lithostratigraphisch die Ferrar-Supergruppe.
Die Ferrar-Magmen drangen in das Grundgebirge des Ross-Orogens entlang des paleopazifischen Gondwana-Randes ein. Die meisten Lagergänge intrudierten jedoch in die deformierten suprakrustalen Gesteine, wie die Sandsteinschichten der Beacon Supergroup.

### Dufek-Intrusion

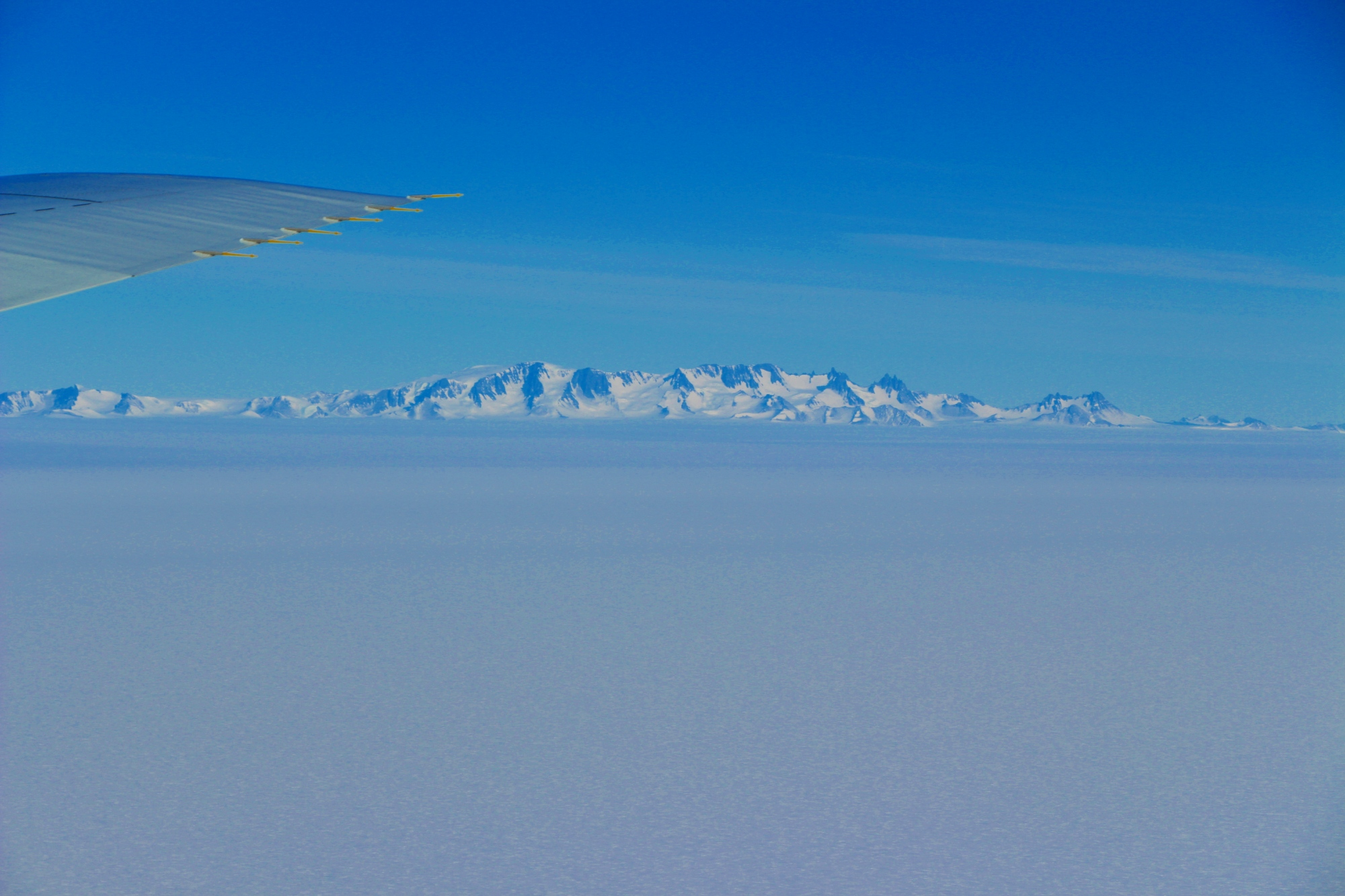
Dufek-Massiv in den Pensacola Mountains

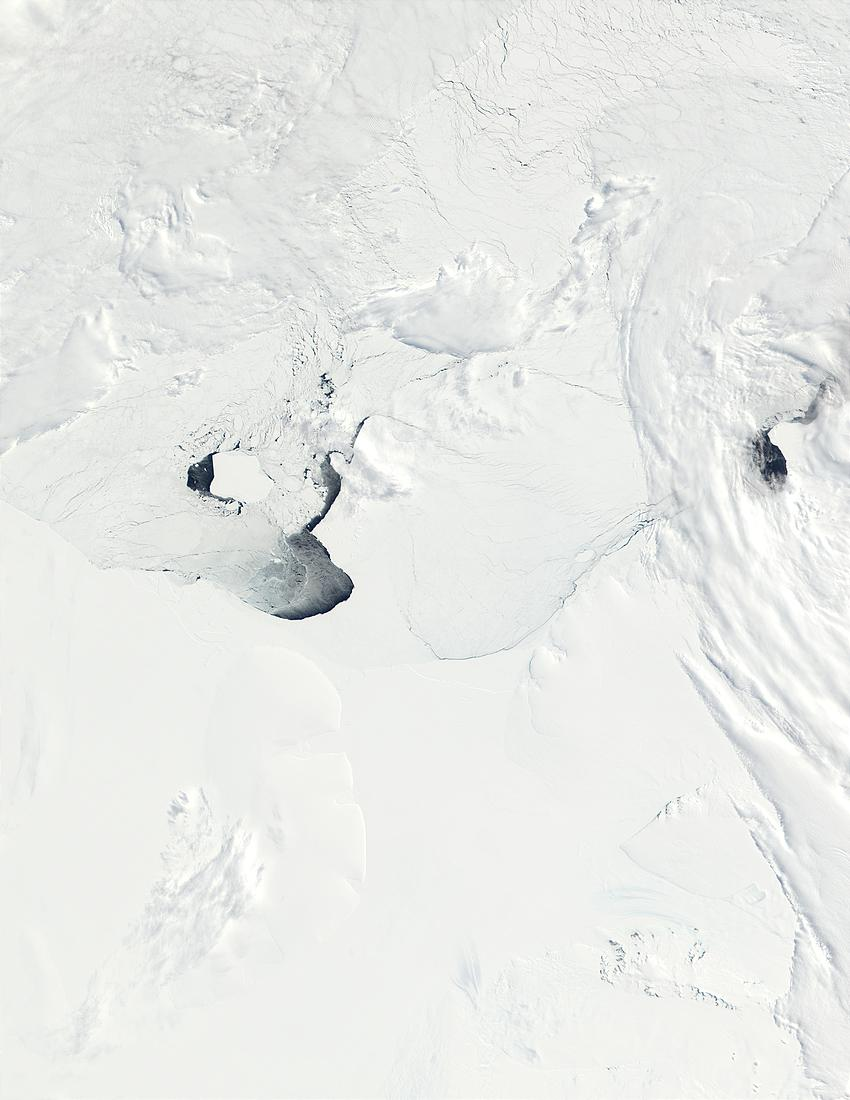
Satellitenaufnahme des Filchner-Ronne-Schelfeises

Die Dufek-Intrusion tritt im Dufek-Massiv und der Forrestal Range sowie in vielen benachbarten Nunataks (aus Gletschern aufragenden Felsformationen) in den nördlichen Pensacola Mountains nahe dem Filchner-Ronne-Schelfeis zu Tage. Sie bedeckt eine vermutete Fläche von bis zu 34.000 km2 bei einer geschätzten Dicke von bis zu ca. 9 km. Große Bereiche liegen unter Eis verborgen. Der Intrusionskörper besteht aus einer Vielzahl überwiegend subhorizontaler, gut geschichteter Lagergänge. Dykes entwickelten sich an Rändern der Intrusionskörper.
Die Dufek-Intrusion stellt einen differenzierten, schichtförmig aufgebauten magmatischen Lagergang-Komplex dar, der überwiegend aus Pyroxen-Gabbros und Magnetiten besteht. Die oberste Formation bilden 300 Meter mächtige Granophyr-Ablagerungen. Texturen und Strukturen lassen erkennen, dass die meisten magmatischen Gesteine Kumulate sind. Diese bestehen aus einer variablen Anzahl von einheitlichen Plagioklasen und Pyroxenen in zwei verschiedenen Zusammensetzungen. Sie bildeten sich während der Fraktionierten Kristallisation in Magmenkammern.

### Ferrar-Dolerite
Die Ferrar-Dolerite gehören zu den bedeutendsten Gesteinsvorkommen Ostantarktikas. Entlang des Transantarktischen Gebirges sind sie als gut ausgebildete, bis mehrere 100 Meter hohe doleritische Felsformationen aufgeschlossen, die überwiegend aus subhorizontalen Lagergängen unterschiedlicher Mächtigkeit bestehen. Regional wurden sie von Dykes planar intrudiert (sheet intrusion). Die Ferrar-Dolerite sind charakterisiert durch ihr weit verbreitetes Vorkommen von ca. 4.500 km und ihre relativ gleichmäßige geochemische Zusammensetzung. Aus den geochemischen Analysen und der Isotopenuntersuchung wurde auf eine bemerkenswert einheitlich zusammengesetzte Erdmantel-Magamquelle geschlossen. Diese könnte mit der Subduktion von terrestrischen Sedimenten in ein an inkompaktiblen Elementen verarmten Mantelreservoir (Depleted (MORB) Mantle) in Verbindung stehen.

### Vulkanite
Vulkanite sind in der Ferrar-Magmaprovinz weit verbreitet. Die basale Hanson-Formation im zentralen Transantarktischen Gebirge besteht aus ca. 240 Meter mächtigen siliciumdioxidhaltigen Tuffen, tuffähnlichen Sandsteinen und geringanteiligen Quarzsandsteinen. Zeitlich wird sie dem Unterjura zugeordnet. Überlagert wird sie von basaltischen pyroklastischen Gesteinen der Prebble-Formation. Ähnliche Basaltgesteine treten auch im ostantarktischen Victorialand auf und bilden die Mawson- und Exposure-Hill-Formationen. Die silikatischen und basaltischen pyroklastischen Komponenten setzen sich zusammen aus dicken Tuff-Brekzien mit untergeordneten Lapilli-Tuffen und Tuffsteinen. Sie dokumentieren den Übergang von der fluvialen Sedimentation in einem Vorlandbecken zu einem tektonischen Extensionsregime, das mit dem Auftreten von Flutbasalten und dem Gondwanazerfall verbunden ist. Die abgelagerten Sequenzen sind bis zu 400 Meter mächtig. Diese pyroklastischen Basaltgesteine und die darüber liegenden Kirkpatrick-Basaltlaven stammen zeitlich aus dem Mitteljura.

### Kirkpatrick-Basalte

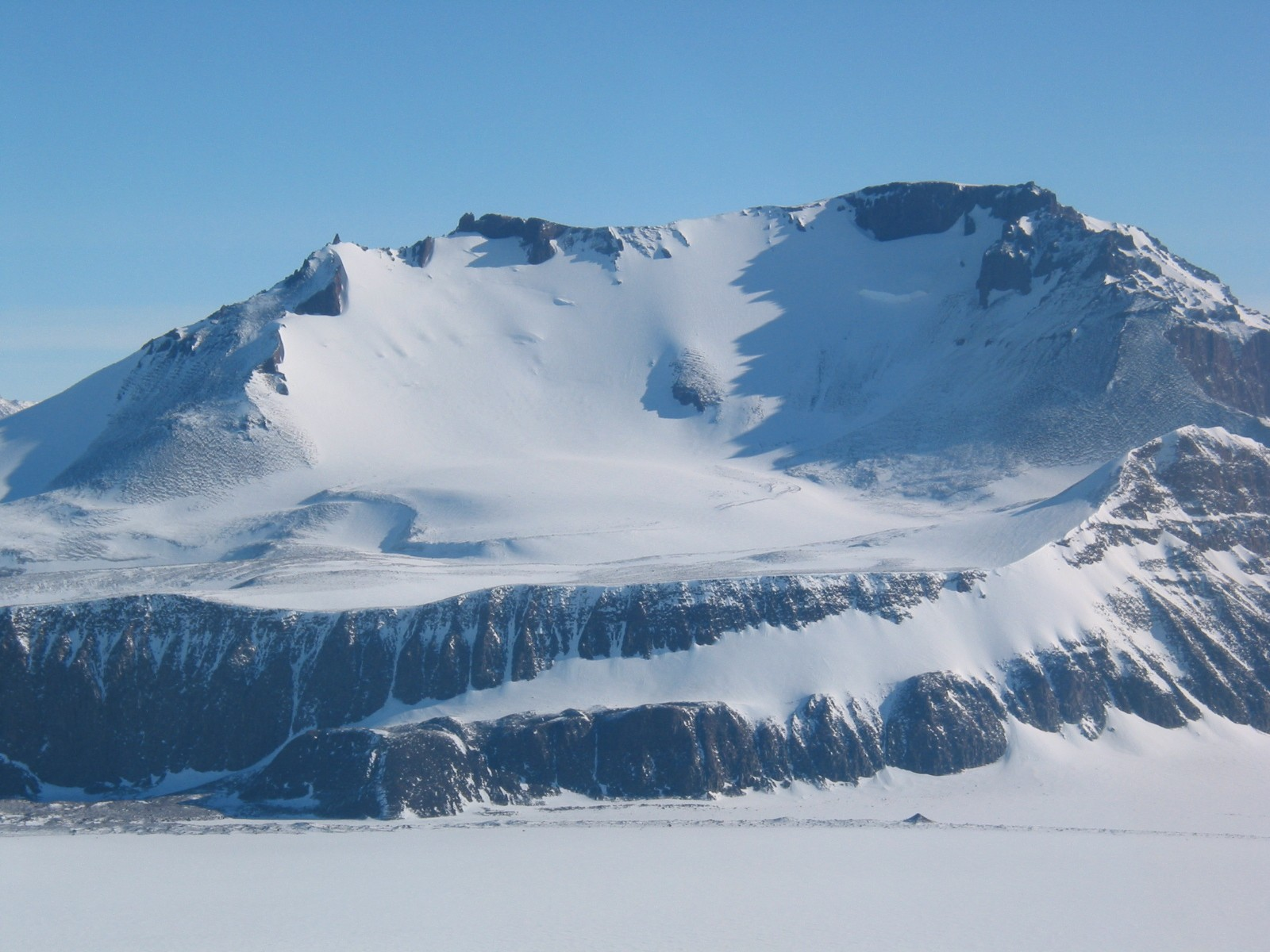
Mount Joyce in den Prince Albert Mountains
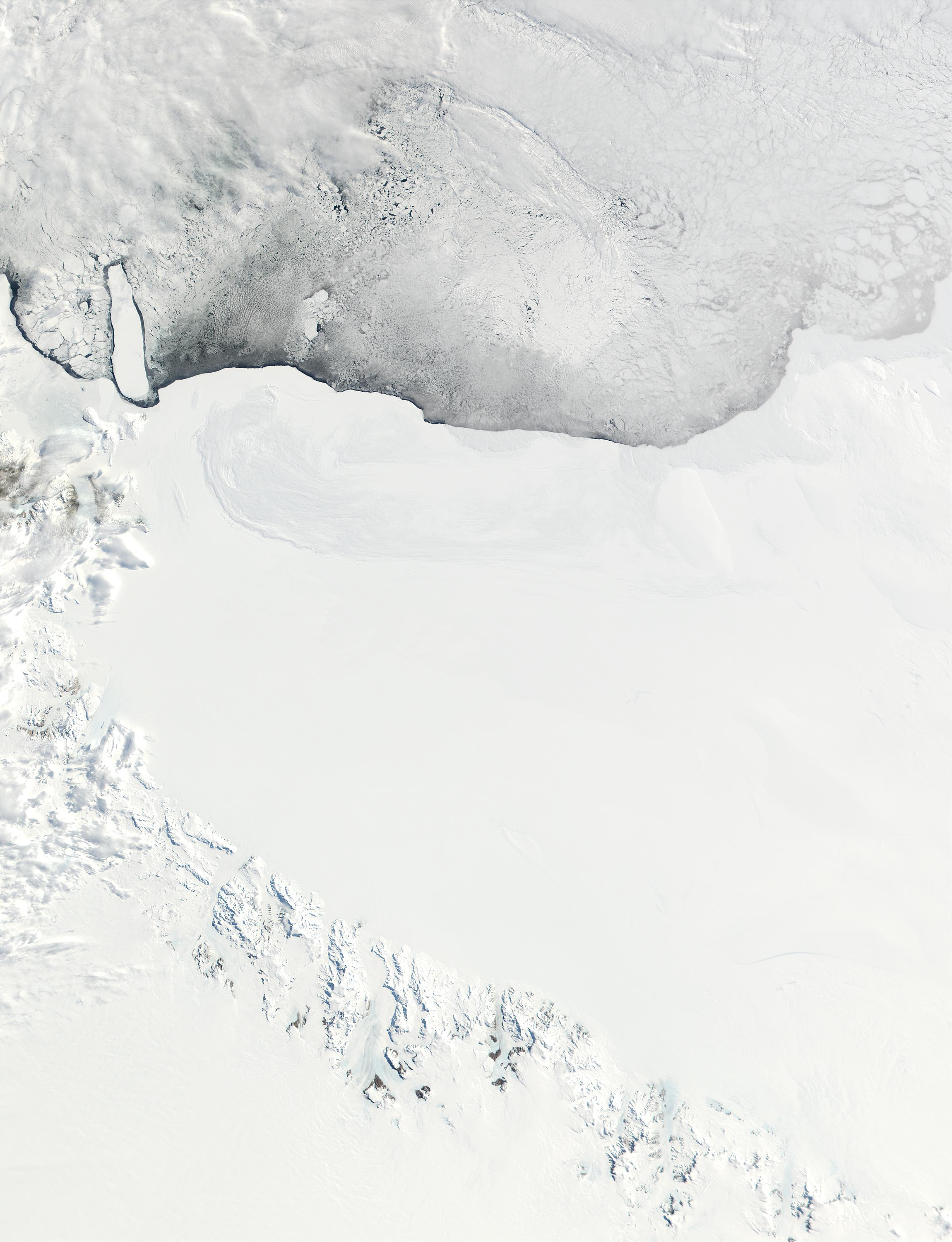
Ross-Schelfeis mit der Königin-Alexandra-Kette
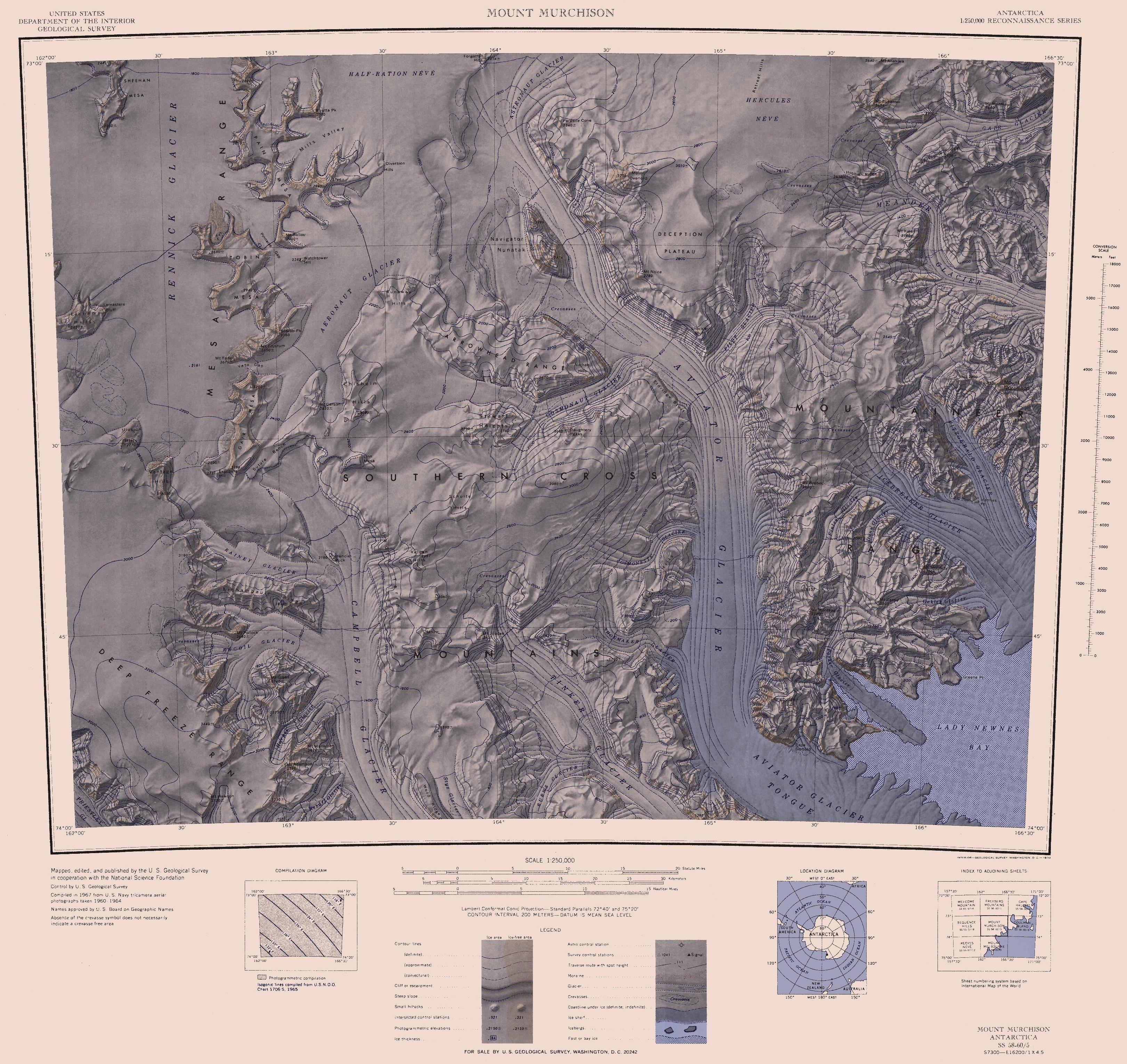
Karte der Mesa Range sowie der Southern Cross Mountains und Mountaineer Range

Die Kirkpatrick-Basalte kommen von zentralen bis südlichen Bereichen des Transantarktischen Gebirges vor. Sie treten als Aufschlüsse von mehreren Bergen bzw. Bergketten vor, die als Nunataks aus der Eisdecke ragen. Es sind z. B. die Königin-Alexandra-Kette, die Prince Albert Mountains und die Mesa Range. Die Basalte unterscheiden sich hinsichtlich ihrer Ausbreitung von den doleritischen Lagergängen dadurch, dass sie nicht wie diese innerhalb von bereits vorhandenen Ablagerungen Platz nahmen, sondern oberflächige (subaerische) Lavabasaltströme ausbildeten. Die Basis der Kirkpatrick-Basalte entwickelte sich auf einer Sequenz aus Kissenlaven und Pyroklasten, die die Ablagerungen der Beacon Supergroup überdecken. Die aus mehreren Lagen bestehenden Basaltströme kumulierten zu einer angenommenen Gesamtmächtigkeit von bis zu 1.000 Meter mit nur geringfügigen Einschaltungen von Sedimenten. Die fast horizontal abgelagerten Basaltströme bilden die oberste lithostratigraphische Einheit der Ferrar-Supergruppe und weisen keine Deformationen auf. Petrographisch haben die Kirkpatrick-Basalte typische Eigenschaften kontinentaler Flutbasalte. Anhand der Haupt- und Spurenelemente können sie geochemisch in eine untere und eine obere Magmasequenz gegliedert werden. Die Magmen in der unteren sind bei der Fraktionierten Kristallisation mehr durch Krustenmaterial kontaminiert als die obere. Diese weist auch eine homogenere Zusammensetzung auf.

## Massenaussterben
Im Zeitraum der Karoo-Ferrar-Magmenfreisetzungen ereignete sich das frühjurassische Aussterbeereignis an der Trias-Jura-Grenze. Zeitnah entstanden auch andere Magmatische Provinzen wie z. B. die Zentralatlantische Magmatische Provinz von 202 bis 143 mya und die Westliche Tethys-Provinz von 207 bis 159 mya. Eine der Hypothesen bringt die globalen Sterberaten mit den lang anhaltenden, intensiven Magmaaustritten ursächlich in Verbindung. Diese haben in der Regel schädigende Einflüsse auf die regionale oder gar globale Ökologie. Sie sind mit Umwelt- und Klimaeffekten verbunden, wie z. B. Klimaerwärmung, Sauerstoffverarmung von oberflächennahen Meerswasserschichten (siehe auch → ozeanische anoxische Ereignisse), Verkalkungskrisen in Geweben von Lebewesen, Massenaussterben und mit erhöhter Freisetzung von Gashydraten, welche wiederum zusätzlichen starken Einfluss ausübt.

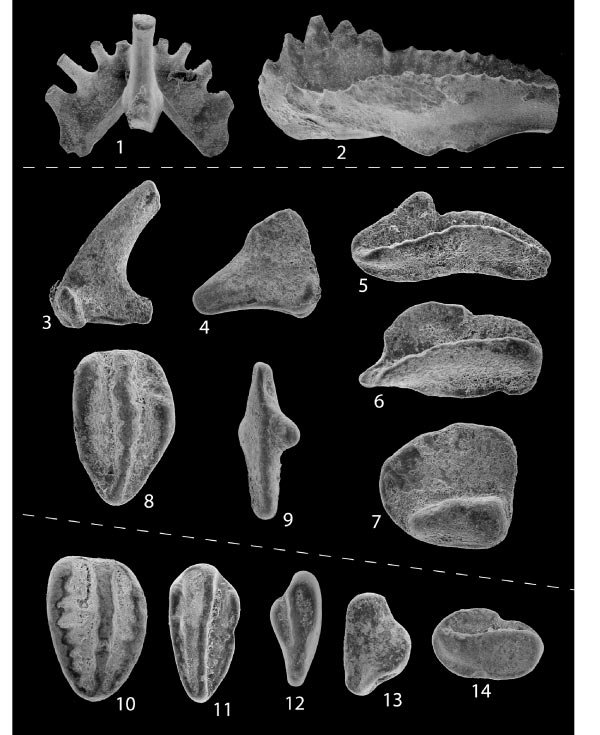
Beispiele von Conodonten-Fossilien
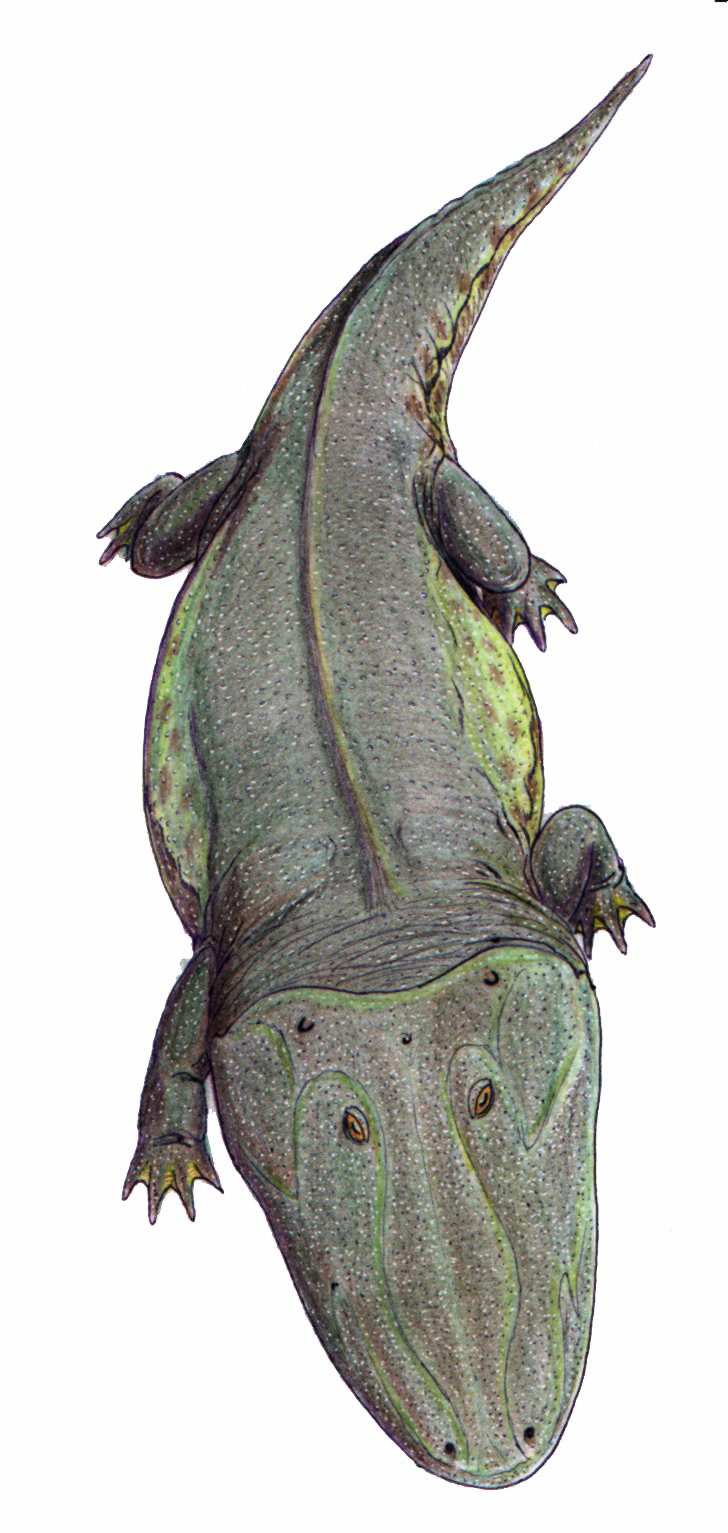
Amphibischer Capitosaurus
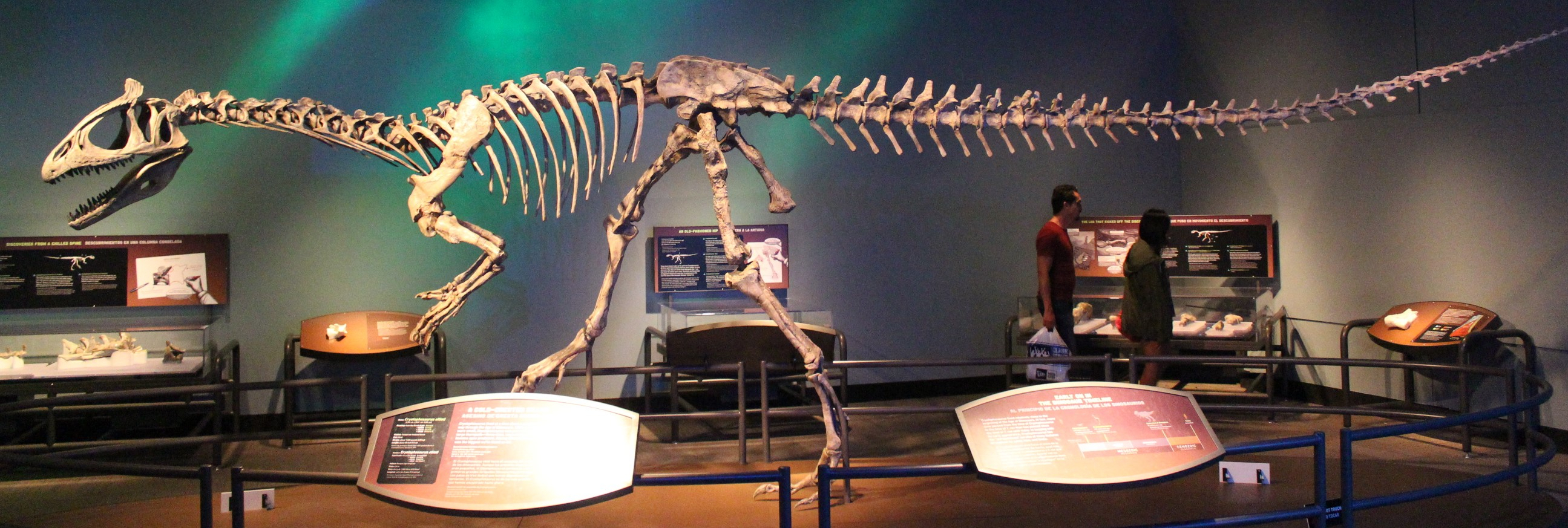
Skelettrekonstruktion des Theropoden Cryolophosaurus
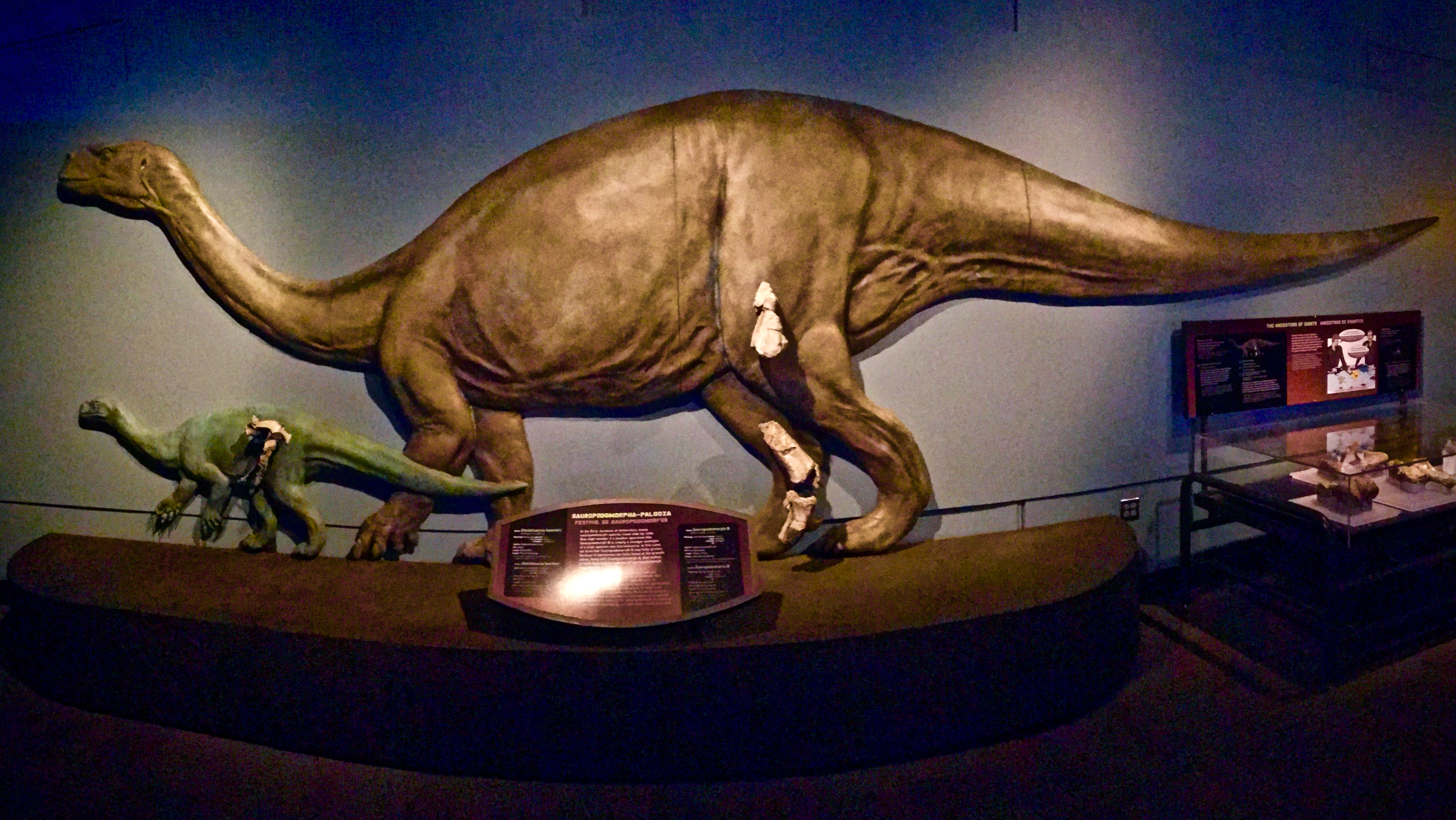
Lebensrekonstruktion von Glacialisaurus
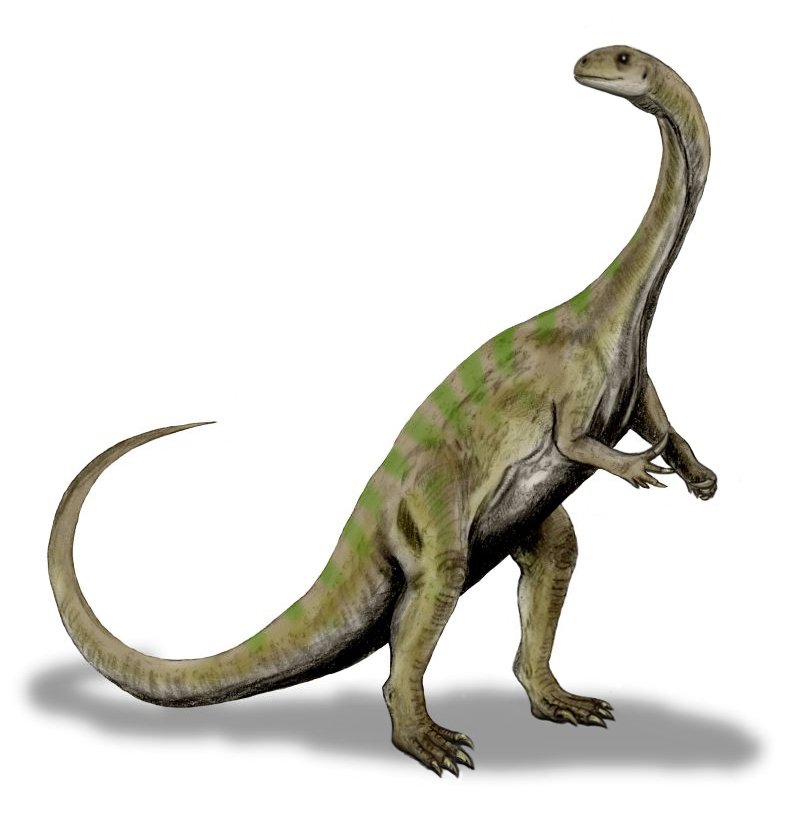
Lebensrekonstruktion von Massospondylus
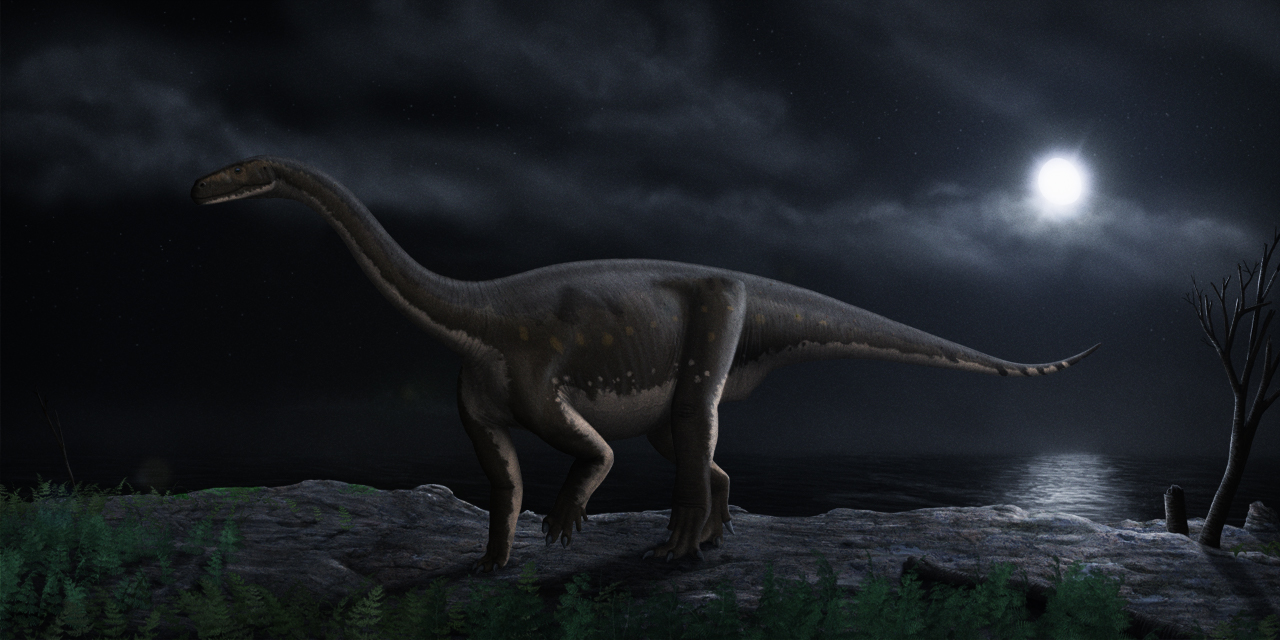
Lebensrekonstruktion von Melanorosaurus
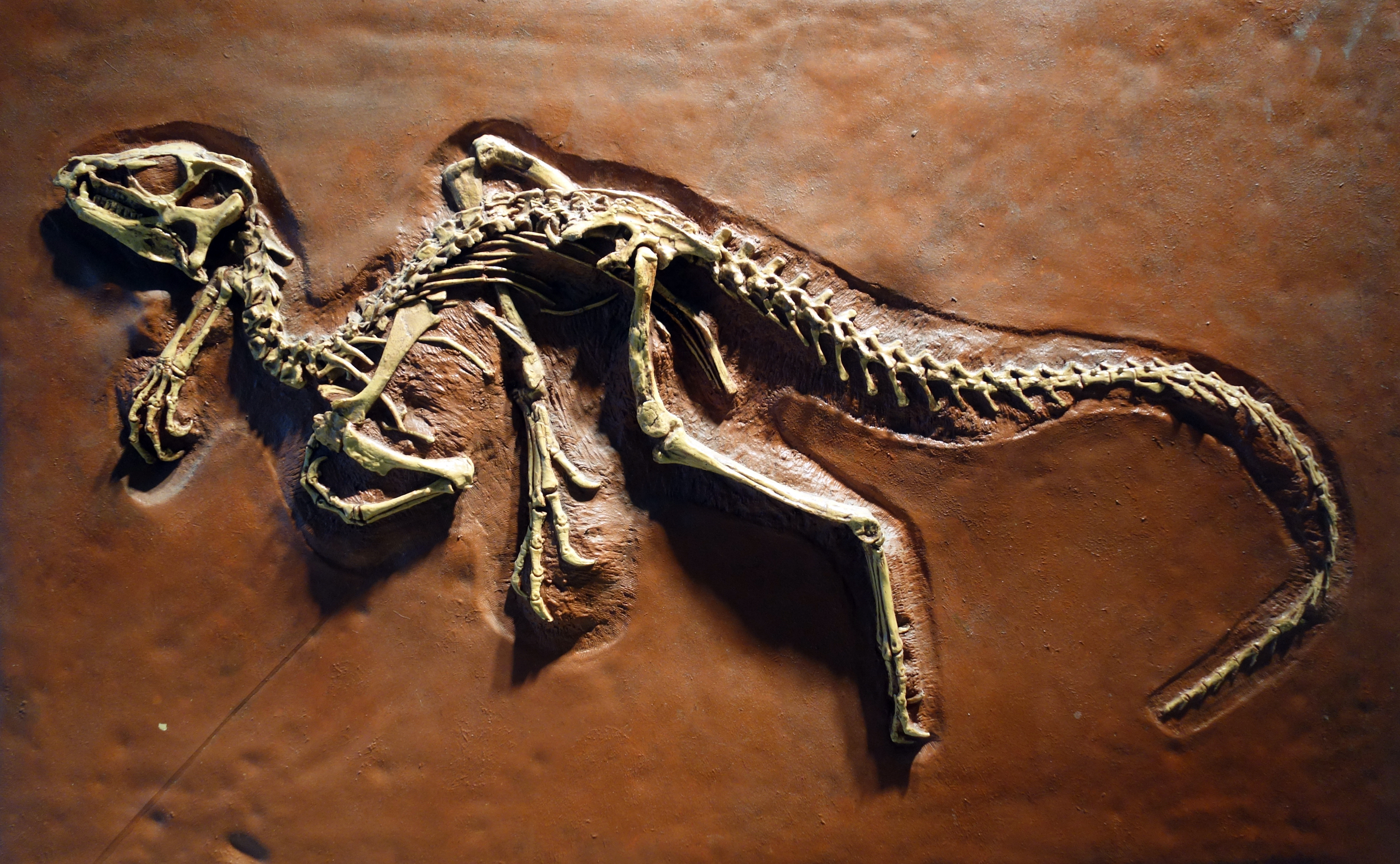
Fossil eines Heterodontosaurus
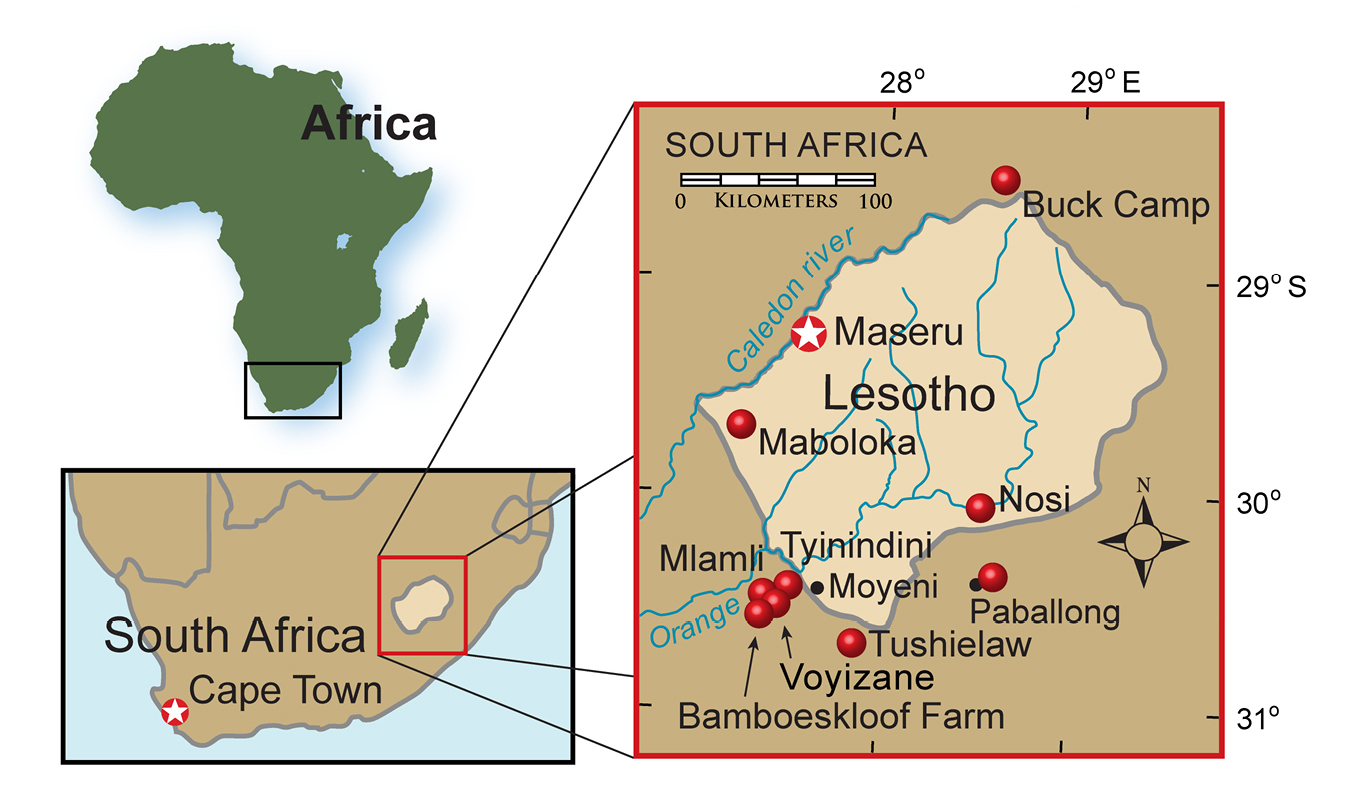
Fundorte von Heterodontosaurus in Südafrika und Lesotho

Dem Massenaussterben an der Trias-Jura-Grenze fielen vermutlich etwa 50 Prozent sämtlicher damaliger Taxa zum Opfer.
Am stärksten betroffen war die Klasse der marinen Conodonten, die restlos verschwand. Ferner wurde auch ein Fünftel der damaligen marinen Familien ausgelöscht. Von der terrestrisch lebenden Faunen starben mit Ausnahme der Krokodile sämtliche großen Crurotarsi (nicht zu den Dinosauriern gehörende Archosauria) aus; ebenso einige der amphibisch lebenden Vertreter der Gattung Temnospondyli wie Capitosauria. Fische und Meeresreptilien unterlagen einem erheblichen Rückgang, ohne jedoch auszusterben. Auch erste Vertreter der Dinosaurier verschwanden, wie der Theropode Cryolophosaurus vom Mount Kirkpatrick und der Sauropodomorph Glacialisaurus vom zentralen Transantarktischen Gebirge sowie Massospondylus aus Südafrika, Lesotho, Simbabwe, Melanorosaurus, Blikanasaurus und Heterodontosaurus aus der Ordnung Vogelbeckensaurier aus Südafrika.
Die freigewordenen ökologischen Nischen wurden vorwiegend von den späteren und höher entwickelten Dinosauriern besetzt. Zu ihnen gehören u. a. die Vogelbeckensaurier und Echsenbeckensaurier mit den Theropoda. Auch die Flugsaurier entwickelten sich deutlich. Eine der bemerkenswertesten Evolutionen in diesem Zeitraum war das Auftreten der ersten echten Säugetiere (siehe → auch Evolution der Säugetiere).